# Вавилон
Вавило́н (логографика: KÁ.DINGIR.RAKI, аккад. Bābili или Babilim «врата бога»; др.-греч. Βαβυλών) — древний город в Южной Месопотамии, столица Вавилонского царства. Важный политический, экономический и культурный центр Древнего мира, один из крупнейших городов в истории человечества и «первый мегалополис»; известный символ христианской эсхатологии и современной культуры. Руины Вавилона — группа холмов у города Эль-Хиллы (Ирак), примерно в 85 километрах к югу от Багдада; объект всемирного наследия ЮНЕСКО.
Время основания неизвестно; древнейшие находки датируются раннединастическим периодом; первое достоверное упоминание — аккадским периодом. Общинный бог — Мардук (Амаруту). Древнейший Вавилон — незначительный город-государство в области Аккад; в XXIV—XXI веках до н. э. — провинциальный центр в составе Аккадского царства и Державы III династии Ура. Во 2-м—1-м тысячелетиях до н. э. — столица Вавилонского царства, одной из великих держав древности. Достиг расцвета в правление Хаммурапи (XVIII век до н. э.); в литературной традиции наивысший подъём экономической и культурной жизни связывается с правлением Навуходоносора II (VI век до н. э.).
В 539 году до н. э. был занят войсками Кира II и стал одной из столиц державы Ахеменидов; во второй половине IV века до н. э. — столица державы Александра Македонского, позже — в составе государства Селевкидов, Парфии, Рима; начиная с III века до н. э. постепенно пришёл в упадок, во многом из-за своего соседства с более молодыми полисами, такими как Ктесифон.
Занимает важное место в Ветхом Завете, где связан с сюжетами о Вавилонской башне, вавилонском плене иудеев, Колоссе на глиняных ногах и др. В Новом Завете — образ книги Апокалипсиса, где он предстаёт как крупнейший земной город накануне конца света, столица Антихриста и обитель пороков (Вавилон великий).
В современной культуре Вавилон ассоциируется с глобализмом, мультикультурализмом и секуляризмом.

## Название города
Русское название города восходит к др.-греч. Βαβυλών, воспринятому через церковнославянский язык, где используется рейхлиново чтение греческих имён (β произносится как [v], υ — как [i]).
Древнегреческое название Βαβυλών, равно как древнееврейское בָּבֶל (Babel) и арабское بابل (Bābil) — восходят к оригинальному аккадскому имени города: Ба́били(м) (аккад. bāb-ili(m) «врата бога»); встречалась также форма аккад. bāb-ilāni «врата богов». О Вавилоне греки могли узнать от жителей Восточного Средиземноморья (например финикийцев): в западносемитских языках был возможен переход a > o, трансформировавшее аккадское название bāb-ilāni в форму bāb-ilōni; именно этот вариант с отпадением конечного гласного и мог послужить основой для греческого Βαβυλών.
Аккадское название Bābili(m) может восходить к более древней несемитской форме babil(a), переосмысленной в рамках народной этимологии; происхождение самой формы babil(a) неизвестно; выдвигались предположения о её протоевфратской или шумерской этимологии.
В древнейших письменных источниках Вавилон фигурирует под шумерским именем Кадингир(ра) (шум. Ká-diĝir-raki «врата бога»); эта же логограмма (шумерограмма) сохранялась и позже для передачи имени города в аккадских текстах (KÁ.DIĜIR.RAKI); встречалось также смешанное написание (аккад. Ba-ab-DINGIRKI).
В Ветхом Завете указана этимология имени «Вавилон» — «смешение» (от близкого по звучанию древнееврейского глагола בלבל bilbél «смешивать») в связи с повествованием о смешении языков при возведении Вавилонской башни.

## Географическое положение

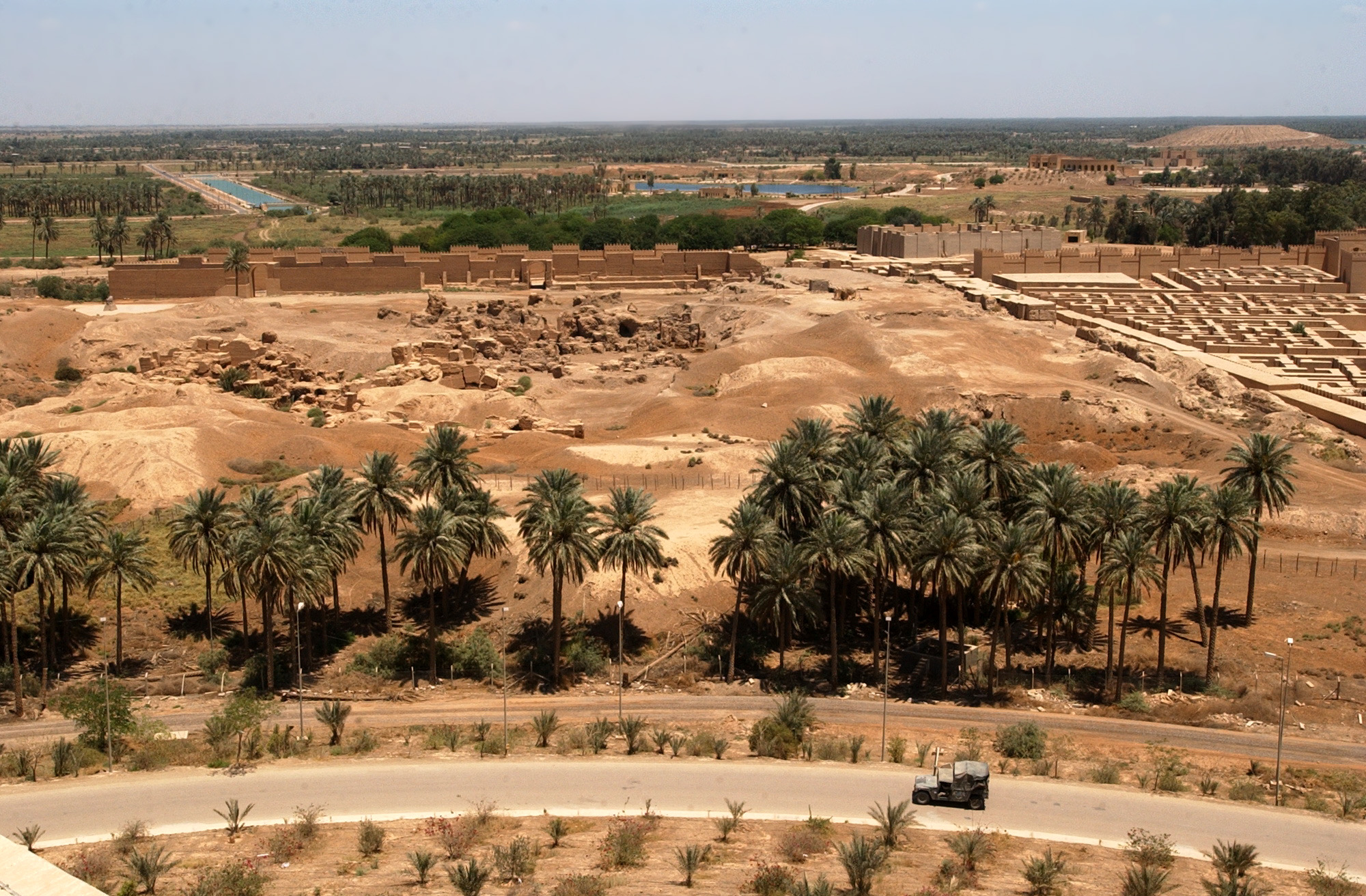
Вид на Вавилон со стороны бывшего летнего дворца Саддама Хусейна. Фото ВМС США. 2003 год

Вавилон располагался в Южной Месопотамии, в исторической области Аккад на канале Арахту (аккад. Araḫtu) — ответвлении Евфрата. К 1-му тысячелетию до н. э. в Арахту переместилось основное течение Евфрата (аккад. Purattu), оба названия реки, на которой стоял Вавилон, — Евфрат и Арахту — стали синонимичны.
Река делила Вавилон на две части — Западный город и Восточный город.
Южная Месопотамия — плоская пустынная равнина с жарким аридным климатом. Однако здесь плодородные аллювиальные почвы, возделываемые с помощью ирригации; важнейшую роль в садоводстве играет культура финиковой пальмы. Естественная растительность представлена разными видами тамариска и солянок; по берегам водоёмов произрастают ивы и, особенно — тростник.
Естественный животный мир составляют мелкие грызуны, вараны, газели, онагры, львы;
в заболоченных районах водятся кабаны и, в особенности — разнообразные водоплавающие птицы.
Евфрат был традиционно богат промысловыми породами рыб: карпом, сомом и др. Деятельность человека привела к значительным изменениям окружающей среды, однако опасностей для человека всё равно было много: множество вредных насекомых, особенно москитов и комаров — переносчиков малярии, а также других опасных животных — змей, скорпионов.
Руины Вавилона — группа холмов (теллей) в Ираке, у города Эль-Хилла, в 90 километрах к югу от Багдада.

## Описание руин

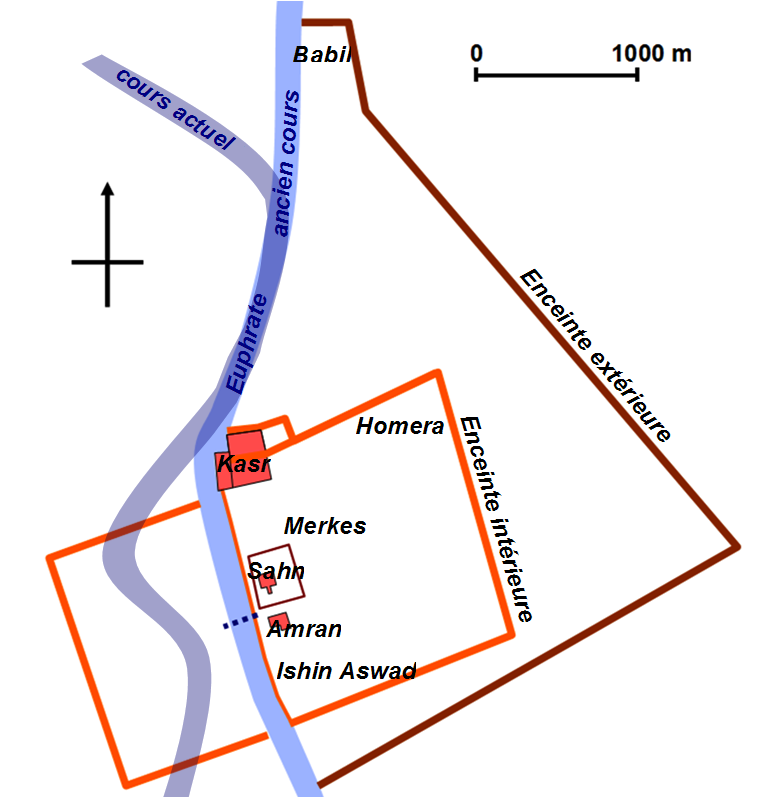
Упрощённый план руин Вавилона с указанием названий их основных частей

Среди руин Вавилона наиболее примечательные телли и области имеют собственные названия; все они расположены на восточном берегу Евфрата.
Традиционно выделяются следующие участки:
- телль Бабиль (араб. بابل Babil «Вавилон») — холм на северной окраине памятника в зоне предместий. Скрывает остатки Летнего (Северного) дворца-крепости Навуходоносора II.
- телль Каср (араб. قصر Qasr «дворец») — холм на северо-западе Восточного города. Скрывает сооружения главной цитадели Вавилона, руины Южного и Центрального дворцов, возможно — остатки Висячих садов.
- телль Меркес (араб. مركز Merkes «центр») — холм в центре Восточного города, к юго-востоку от телля Каср. Преимущественно жилая застройка.
- Сахн (араб. صحن Sahn «блюдо», имеется в виду плато) — плоская область в центральной части Восточного города, скрывающая перибол гигантского зиккурата Этеменанки («Вавилонской башни»)[18].
- телль Амран-ибн-Али (Amran ibn Ali) — холм в центральной части Восточного города, примыкающий к области Сахн. Скрывает остатки центрального святилища Эсагила.
- Ишин-Асвад (Ishin Aswad, также Ишан-эль-Асвад) — зольный холм (ишан) в южной части Восточного города. Скрывает остатки храмов Ишхары, Нинурты и частную застройку.
- телль Хомера (Homera) — холм в северо-восточной части Восточного города. Скрывает части квартала Новый город: эллинистическую застройку, греческий театр и др.

В настоящее время раскопки и строительная деятельность сильно изменили облик памятника. Археологи обнажили остатки многих построек верхнего слоя — домов и храмов, защитных сооружений и др.
В правление Саддама Хусейна часть построек Вавилона была реконструирована, а возле руин был выстроен дворец иракского правителя.

## История

### Ранняя история
Древнейшие сведения о Вавилоне датируются третьим этапом раннединастического периода, с которым соотносятся упоминание некоей независимой городской общины BA7.BA7 или BAR.KI.BAR с верховным богом Амаруту (=Мардук), а также археологические находки. Точное время основания города неизвестно: раскопкам нижних слоёв препятствует высокий уровень грунтовых вод. В раннединастический период Вавилон — незначительный город-государство в области Аккад, на канале Арахту, ответвлении Евфрата.
Первое достоверное упоминание города (под шумерским именем Кадингирра) относится к аккадскому периоду; оно содержится в надписи царя Шаркалишарри (XXII век до н. э.). Вавилон в то время был одним из подчинённых городов Аккадской державы, царь вёл там культовое строительство. В период III династии Ура (XXII—XXI век до н. э.) Кадингирра — одна из провинций, управлявшаяся наместником-энси и платившая ежегодный налог — «ба́ла». В конце XXI века до н. э. Царство III династии Ура пало под ударами эламитов и амореев, а его части стали независимыми государствами.

### Аморейское царство. Старовавилонский период (XIX—XVI век до н. э.)
В начале XIX века до н. э. Вавилон захватило аморейское племя я́хрурум, сделавшее его своей столицей; так возникло Вавилонское царство во главе с аморейской (I Вавилонской) династией. Город имел удобное стратегическое положение: из него можно было сравнительно небольшими военными силами контролировать верховья важнейших каналов, питающих всю Нижнюю Месопотамию. Используя это, уже первый правитель — Сумуабум, вёл активную внешнюю политику, одновременно укрепляя свою столицу; была построена стена города и храмы в честь Нинисины, Нанны и Адада. После череды войн между аморейскими царствами Вавилон вышел на лидирующие позиции в области Аккад. Преемники Сумуабума продолжили его политику: развивали фортификацию, строили новые храмы, подчиняли соседние города. Перестраивалась и украшалась Эсагила — храм Мардука, главное святилище Вавилона. В правление Суму-ла-Эля были разгромлены главные враги Вавилона в области Аккад — Киш и Казаллу; при Сабиуме царство охватило основную часть Аккада. В правление царя Хаммурапи (1793—1750 год до н. э.) Вавилонское царство подчинило область Шумер и города Северной Месопотамии, превратившись в новую ближневосточную державу. С этого времени население Южной Месопотамии, потомки шумеров и аккадцев, именуется вавилонянами, а соответствующая область — Вавилонией. Амореи со временем растворились среди вавилонян, а основным разговорным языком в Месопотамии окончательно стал аккадский. Правление Хаммурапи — время первого расцвета Вавилона. Активно строились храмы и дворцы; город переживал бурный рост, его размеры со временем превзошли размеры Ура — столицы предыдущей месопотамской державы. Большое количество святилищ превращало Вавилон в важнейший культовый центр Древней Месопотамии; стратегическое положение города и столичный статус делали его сосредоточием экономической, политической и культурной жизни региона. Очертания Вавилона в правление аморейской династии (так называемый старовавилонский период, 1894—1595 годы до н. э.) неясны; однако известно, что уже тогда Вавилон располагался по обеим берегам реки Арахту, делившей его на Западный и Восточный город. Застройка Вавилона могла быть преимущественно стихийной, а общий план приближаться к овальному, характерному для ранних месопотамских городов.
В начале XVI века ослабевшее Вавилонское царство было разгромлено хеттами, которые около 1595 года до н. э. захватили и разграбили Вавилон.

### Вавилон при касситах. Средневавилонский период (XVI—XI век до н. э.)

#### Правление III (Касситской) династии
После разорения хеттами Вавилон был захвачен царём Приморья Гулькишаром, но вскоре его вытеснил оттуда касситский вождь Агум II. Горные племена касситов укрепились в Вавилоне, сделав его своей столицей и основав местную III (Касситскую) династию; со временем они растворились среди вавилонян. Изначально, при Агуме II, новое Вавилонское царство Кардуниаш охватило область Аккад и прилегающие территории; в правление Каштилиаша III была разгромлена Страна Моря и присоединены земли Шумера. Расширению Вавилонии на север препятствовали державы Митанни и Ассирии.
Агум II вернул в Вавилон статую главного бога Мардука, захваченную хеттами, восстанавливал южномесопотамские города. Тем не менее, правление касситских династий в Вавилонии (средневавилонский период, ок. 1595— ок. 1004 год до н. э.) — эпоха спада культуры: письменных источников того времени мало, ход многих событий неясен. Царь Куригальзу I перенёс столицу в построенный им новый город Дур-Куригальзу (аккад. Dūr-Kurigalzu «Крепость Куригальзу»); несмотря на это рост Вавилона продолжился: его размеры значительно превзошли площадь города предыдущего времени. В касситскую эпоху города Месопотамии впервые приобретали регулярный план и прямоугольные очертания (ср. Дур-Куригальзу). Перестройка затронула и Вавилон, который с этого времени принял свой «классический» облик. Город был обнесён прямоугольной стеной И́мгур-Энли́ль (и возможно «валом» Не́мет-Энли́ль); его улицы также стали пересекаться под прямым углом. Территория Вавилона была разделена на десять округов или кварталов, названных в честь городов Древней Месопотамии (Эреду, Куллаб и др.); однако пространство внутри стен в то время вероятно ещё не было освоено. Касситы также вели какое-то храмовое строительство в Вавилоне. Культовое значение города увеличивалось: в касситскую эпоху вавилонские жрецы переработали значительную часть шумеро-аккадской мифологии, выстраивая его вокруг образа Мардука. Последний становился верховным богом всей Южной Месопотамии, потеснив в этой роли Энлиля, от которого заимствовал эпитет «Господь» (Бел аккад. bēl). Вавилон также постепенно перенимал роль главного священного города страны, которым прежде был Ниппур, культовый центр Энлиля.
Для касситской Вавилонии было характерно прогрессировавшее ослабление центральной власти, чему способствовала раздача иммунитетных грамот (кудурру) важнейшим касситским родам. К концу XIII века до н. э. царство Кардуниаш вступило в полосу глубокого кризиса, чем воспользовались его соседи. Около 1223 года до н. э. Вавилон захватили ассирийцы, временно оккупировавшие страну; город был разграблен, стены разрушены, а часть жителей уведена в плен. В середине XII века до н. э. Вавилон был захвачен и временно подчинён эламитами, подвергшими его небывалому опустошению; попытка восстания привела к новому опустошению и окончательному уничтожению царства Кардуниаш Эламом.

#### II династия Исина
В середине XII века до н. э. борьбу за освобождение Вавилонии от эламитов возглавили правители Исина (II династия). Добившись независимости страны, они со временем перенесли столицу из Исина в Вавилон. Правление II династии Исина (IV Вавилонской) — время кратковременного подъёма местной государственности. Вавилонские войска доходили до сердца Ассирии, откуда Нинурта-надин-шуми вернул захваченную ранее статую Мардука. Навуходоносор I разгромил и жестоко опустошил Элам, вернув оттуда другую статую верховного бога; с правлением этого царя В. фон Зоден связывал постройку в столице зиккурата Этеменанки (Вавилонская башня). При последующих царях центральная власть продолжала ослабевать, ведущая политическая роль переходила к олигархии. Положение усугублялось надвигавшимся коллапсом бронзового века, наступление которого сопровождалось масштабным переселением племён арамеев и их особой ветви — халдеев. В начале XI века до н. э. Вавилон был временно взят ассирийским царём Тиглатпаласаром I, который сжёг царский дворец. Разразившаяся катастрофа бронзового века привела к падению II династии Исина и погружению страны в состояние хаоса.

### Халдейский Вавилон. Нововавилонский период (XI—IV век до н. э.)

#### «Тёмные века». Ассирийское господство и разрушение Синаххерибом
В условиях коллапса бронзового века деградация государственной системы Вавилонии достигла пика. Сменилось несколько династий, цари практически не контролировали страну и были подчинены олигархии (жречеству), переизбиравшей их каждый Новый год. Страну захватывали халдеи, которых поддерживала часть низов; вавилонская знать ориентировалась на Ассирию, под власть которой страна в конечном счёте и перешла. Подчинение было оформлено в виде личной унии: ассирийские цари отдельно короновались в Вавилоне под особым именем. Главную угрозу ассирийской власти в стране представляли халдеи, вожди которых время от времени захватывали Вавилон. Особенно упорной была борьба с Мардук-апла-иддином II, который несколько раз захватывал священный город, где безуспешно боролся с олигархией. В правление ассирийского царя Синаххериба Вавилон стал центром непрекращающихся мятежей и восстаний; ответные неоднократные походы царя давали временный эффект. В 689 году до н. э., после подавления очередного мятежа Синаххериб вновь взял Вавилон, где устроил тотальную резню и опустошение; уцелевшие жители были проданы в рабство или переселены в другие части Ассирии. Синаххериб приказал полностью разрушить Вавилон; ассирийские солдаты уничтожили храмы, дворцы и другие постройки, после чего подожгли город. По улицам Вавилона были пущены воды Евфрата, а место, где он стоял, было проклято на 70 лет.

#### Новый Вавилон. Основание Второго царства
Разрушение Вавилона имело негативные последствия для ассирийской власти в Южной Месопотамии. Чтобы найти поддержку в среде многочисленной местной аристократии и жречества, новый ассирийский царь Асархаддон пошёл на беспрецедентный шаг — восстановление погибшего города; 70-летнее проклятие при этом удалось обойти, истолковав начертание числа 70 как «10». Работы заняли около 20 лет; для их осуществления было привлечено большое количество ресурсов и лучшие архитекторы Ассирийской державы. Многие здания отстраивались с большей пышностью в сравнении с тем обликом, который они имели до разрушения; особое внимание было уделено главному храму Эсагила и зиккурату Этеменанки. В Новый Вавилон постепенно возвращались уцелевшие жители, знать восстанавливалась в привилегиях, происходило возрождение общественных институтов. Была возрождена городская община (алум) Вавилона; на народном собрании 678 года до н. э. в число её граждан были включены многие крупные землевладельцы-халдеи. За столетия потрясений численность этнических вавилонян в Южной Месопотамии сократилась, большинство населения там составляли халдеи. Обе группы населения смешивались, аккадский язык подвергся сильному влиянию арамейского, а в соседних странах жителей Вавилонии всё чаще именовали халдеями. Была восстановлена ассиро-вавилонская уния; своим наследником в священном городе Асархаддон назначил Шамаш-шум-укина, сына от вавилонянки; в 668 году до н. э. последний короновался в Вавилоне как царь возрождённого Второго Вавилонского или Нововавилонского царства. В 652 году до н. э. Шамшшумукин поднял восстание против Ассирии, царём которой тогда был его брат Ашшурбанапал. Несмотря на широкую поддержку соседних стран и племён и тяжелейшие бои, ассирийцы разгромили врагов и весной 650 года до н. э. взяли Вавилон в осаду. Город был очень хорошо защищён, осада затянулась на 2,5 года и сопровождаясь голодом, эпидемиями и случаями людоедства. В 648 году до н. э. положение Шамашшумукина стало безнадёжным и он вместе с семьёй и частью придворных покончил жизнь самоубийством; ассирийцы начали штурм и взяли город, устроив там кровавую расправу. Ашшурбанапал казнил мятежников, привёл город в порядок и в акиту 647 года до н. э. короновался в Вавилоне (вероятно под именем Кандалану). Репрессии коснулись прежде всего знати, а права вавилонского гражданства были распространены на жителей Сиппара и Куты; влияние олигархии в результате снизилось, что способствовало оздоровлению экономики и политической организации Вавилонии. В самой Ассирии между тем разразилась гражданская война; Вавилон в ней стал на сторону Кандалану, сохранившему местный трон. Пользуясь смертью престарелого царя, в одну из ночей 627 года до н. э. ассирийцы захватили Вавилон, однако восставшие жители выбили их из города. В 626 году до н. э. вавилоняне обратились к влиятельному халдейскому вождю Набопаласару, овладевшему частью Южной Месопотамии с просьбой занять трон; 26 арахсамна (23 ноября 626 года до н. э.) последний торжественно вступил в Вавилон, став основателем X Вавилонской (халдейской) династии и первым независимым царём Нововавилонского царства.

#### Нововавилонская держава

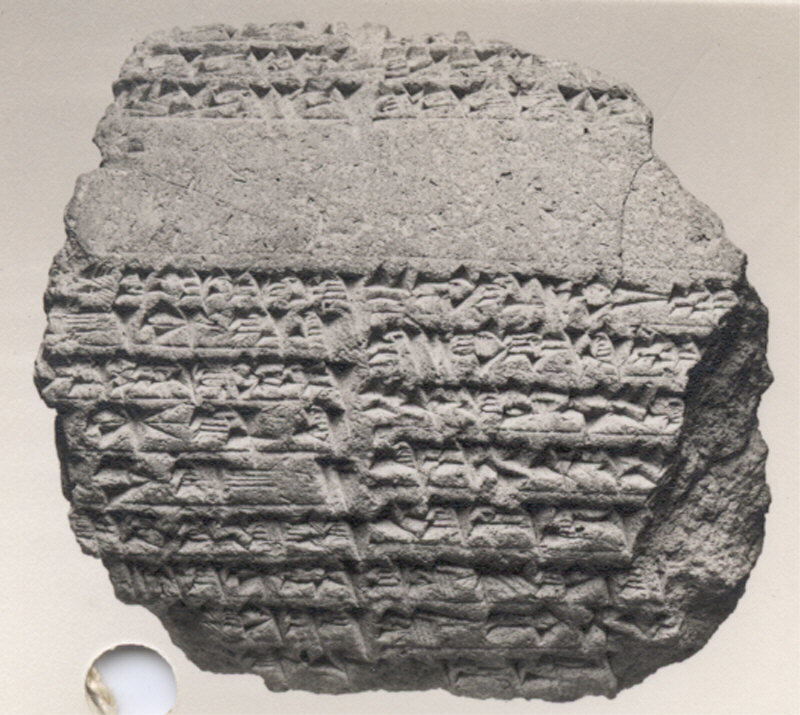
Клинописный цилиндр времён правления Навуходоносора II в честь изгнания нечистой силы и реконструкции Набополассаром зиккурата Этеменанки.

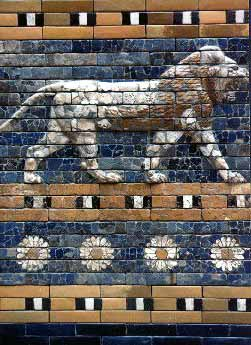
Деталь рельефа с реконструкции ворот Иштар

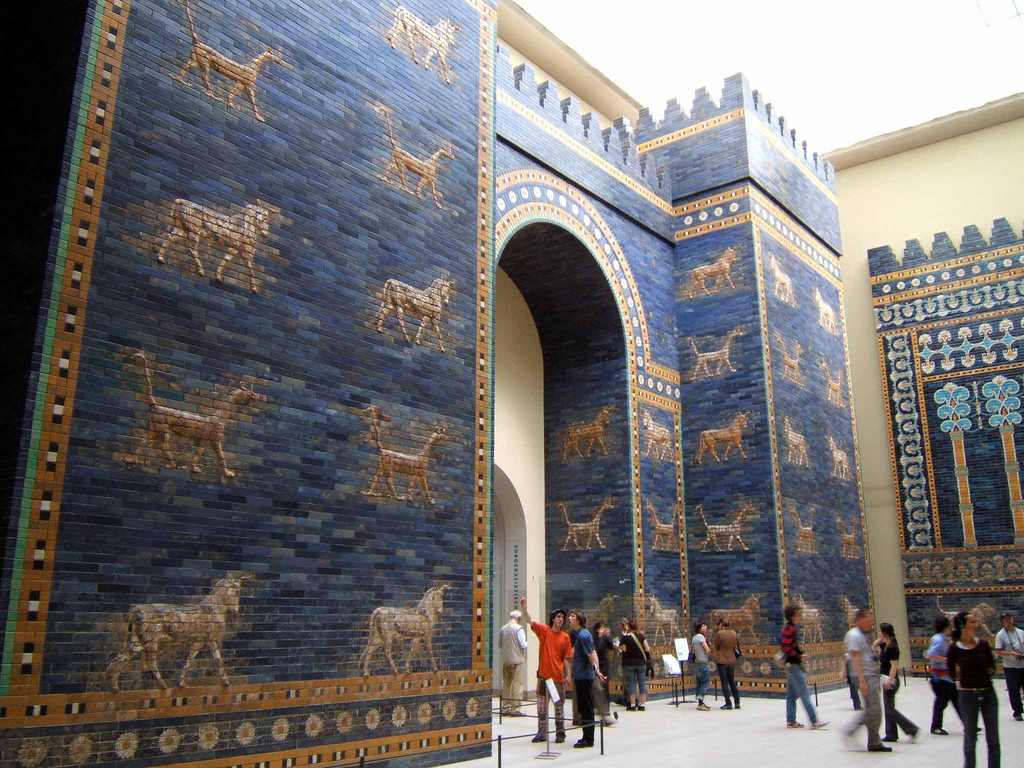
Реконструкция ворот Иштар, выложенных голубой плиткой, которые были северным входом в Вавилон. Он был назван в честь богини любви и войны. Быки и драконы, символы бога Мардука, украшали ворота

При Набопаласаре, бывшем ранее царём халдеев, Вавилон избежал ассирийского захвата и в союзе с Киаксаром, царём мидийцев, который был его зятем, вместе с киммерийцами, окончательно разрушил Ассирию между 612 и 605 годами до н. э. Таким образом, Вавилон стал столицей Нововавилонского (иногда называемой Халдейского) царства.
С восстановлением независимости Вавилонии произошёл настоящий строительный бум, особенно во время правления Навуходоносора II (604—561 годы до н. э.). Навуходоносор приказал полностью реконструировать все постройки на территории государства, включая зиккурат Этеменанки и ворота Иштар (самые выдающиеся из восьми ворот вокруг Вавилона). Реконструкция ворот Иштар находится в Пергамском музее в Берлине.
Навуходоносору также приписывают строительство Висячих садов Вавилона, одного из семи чудес света, которое, как говорят, было построено для его тоскующей по дому жены Амиитис. Существовали ли сады на самом деле, является предметом спора. Немецкий археолог Роберт Кольдевей предположил, что он обнаружил их остатки, но многие историки сомневаются относительно их местоположения. Стефани Далли утверждала, что висячие сады на самом деле находились в столице Ассирии, Ниневии.
Навуходоносор также, как известно, связан с вавилонским пленением евреев, результатом техники умиротворения, используемой ещё ассирийцами, в ходе которой этнические группы в завоёванных районах массово депортировались в столицу. Согласно Библии, он разрушил Первый храм Соломона и сослал евреев в Вавилон. Это поражение также было зафиксировано в Вавилонских хрониках.

### Персидское завоевание
В 539 году до н. э. Нововавилонское царство пало перед армией Кира Великого, царя Персии, в результате сражения, известного как битва при Описе. Стены Вавилона считались неприступными. Единственный путь в город был через одни из его многочисленных ворот или через реку Евфрат. Металлические решётки были установлены под водой, позволяя реке течь через городские стены, предотвращая вторжение. Персы разработали план проникновения в город по реке. Во время вавилонского религиозного праздника войска Кира повернули вверх течение реки Евфрат, позволив солдатам Кира войти в город по сухому руслу реки. Персидская армия захватила отдалённые районы города, в то время как большинство вавилонян в центре не знали о прорыве. Этот рассказ был подробно описан Геродотом и также упоминается в некоторых частях Библии. Геродот также описал ров, невероятно высокую и широкую стену, зацементированную битумом, с постройками наверху и сотней ворот в город. Он также пишет, что вавилоняне носят тюрбаны и благовония и хоронят своих умерших в мёде, что они практикуют ритуальную проституцию и что три племени среди них не едят ничего, кроме рыбы. Сто врат можно считать отсылкой к Гомеру. Многие учёные, исходя из современных исследований, заявляют, что следует серьёзно отнестись к рассказу Геродота.

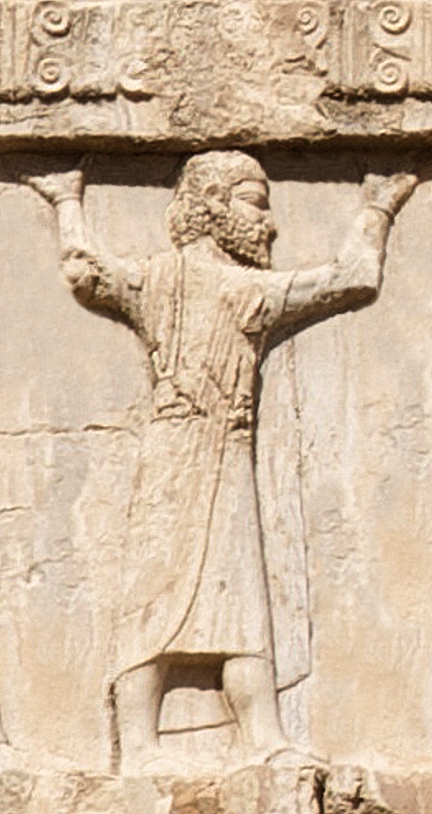
Вавилонский солдат армии Ахеменидов, около 470 года до н. э., гробница Ксеркса I

Согласно Паралипоменону, Кир позже издал указ, разрешающий пленным народам, включая евреев, возвратиться на свои земли. Текст, найденный на цилиндре Кира, традиционно рассматривался учёными как подтверждающее доказательство этой политики.
При Кире и последующем персидском царе Дарии I Вавилон стал столицей 9-й сатрапии (Вавилония на юге и Атура на севере), а также центром обучения и науки. В Персии Ахеменидов были возрождены древние вавилонские искусства, астрономия и математика, и вавилонские учёные составили карты созвездий. Город стал административной столицей Персидской империи и оставался заметным на протяжении более двух столетий. Было сделано много важных археологических открытий, которые могут помочь лучше понять ту эпоху.
Ранние персидские цари пытались поддерживать религиозные церемонии в честь Мардука, который был самым важным божеством, но в правление Дария III чрезмерное налогообложение и многочисленные войны привели к разрушению главных святынь и каналов Вавилона, а также дестабилизации окружающего региона. Были многочисленные попытки восстания, и в 522 году до н. э. (Навуходоносор III), 521 году до н. э. (Навуходоносор IV) и 482 году до н. э. (Бел-шимани и Шамаш-эриба) местные вавилонские цари ненадолго восстановили независимость. Однако эти восстания были быстро подавлены, и Вавилон оставался под властью персов в течение двух столетий, вплоть до прихода Александра Македонского в 331 году до н. э.

### Эллинистический период
В октябре 331 года до н. э. Дарий III, последний правитель ахеменидской Персидской империи, потерпел поражение от войск величайшего македонского царя и полководца Александра в битве при Гавгамелах.
При Александре Вавилон снова расцвёл как центр образования и торговли. Однако после смерти Александра в 323 году до н. э. во дворце Навуходоносора его империя была разделена между его полководцами, диадохами, и вскоре начались войны диадохов. Постоянные войны практически опустошили Вавилон. Табличка, датированная 275 годом до н. э., гласит, что часть жителей Вавилона были перевезены в Селевкию, где были построены дворец и храм Эсагила. Из-за близкого соседства с новой столицей Вавилон в эллинистическую эпоху начал постепенно приходить в упадок, однако в его дворцах ещё отдыхали цари, в храмах совершались пышные ритуалы, а сам город оставался резиденцией местного сатрапа. Так, в одной из поздних надписей на аккадском языке, говорится об участии Антиоха I в ритуалах, связанных с культовым строительством в Эсагиле и Эзиде; табличка, датированная временем правления Селевка III (225—223 годы до н. э.) свидетельствует о том, что многочисленным богам в вавилонских святилищах ещё приносились регулярные жертвы. В период пребывания Вавилона в составе державы Александра Македонского и государства Селевкидов город находился в сфере влияния эллинистической цивилизации, для которой был характерен синкретизм греческой и восточной культур. Многие месопотамские боги отождествлялись с греческими: Мардук — с Зевсом, Набу — с Аполлоном, Нанайя — с Артемидой, Шамаш — с Гелиосом, Нергал — с Гераклом и т. д. В Вавилоне существовала греческая община (аккад. puliṭē/puliṭānu — калька с др.-греч. πολιται); археологи обнаружили остатки античной архитектуры на холме Бабиль и в районе дворца Навуходоносора II.
Начатое ещё при Александре обновление Этеменанки так и не было завершено; остатки верхней части зиккурата были вывезены в другую часть города, где из них началось возведение греческого театра. По этой же причине позднейшие путешественники и исследователи долгое время не могли обнаружить руины Вавилонской башни. В правление Антиоха IV Эпифана (175—164 годы до н. э.) греческая община города расширилась за счёт переселения туда части жителей Селевкии. Антиох IV был активным покровителем эллинской культуры, в его правление в Вавилоне был выстроен гимнасий и обновлён (или выстроен) театр.
Противоборство Сирийского царства и Парфии в Месопотамии нанесло значительный ущерб городам последней. Особенно пострадал Вавилон, который в правление Фраата II стал объектом масштабных репрессий; эти события связаны с именем некоего Гимера. Проблемы на восточных границах заставили Фраата II отвлечься от месопотамских дел; поэтому он в 129 году до н. э. назначил Гимера наместником в Вавилоне. Пока царь воевал на востоке, его ставленник развернул борьбу с политическими противниками, в ходе которой целые кварталы города подверглись уничтожению. Была сожжена вавилонская агора, разрушены многие храмовые постройки. Ход событий неясен, поскольку источники того времени писались на плохо хранившихся материалах — папирусе, пергаменте. Тирания Гимера закончилась при неясных обстоятельствах; около 127 года до н. э. Нижняя Месопотамия была захвачена Гиспаосином (Аспасином) — правителем царства Харакена, располагавшегося на берегу Персидского залива; в том же году вавилоняне признали нового завоевателя царём. После смерти Гиспаосина в 124 году. до н. э. Митридат II Великий захватил Месопотамию.

### Возобновление персидского правления
Парфянские цари пытались поддерживать Вавилон: греческий театр был перестроен, летний дворец Навуходоносора II превратился в укреплённый комплекс, в цитадели были возведены новые административные сооружения. Однако репрессии Гимера и война между Ородом II и Митридатом III нанесли Вавилону такой удар, последствия которого оказались даже более разрушительными, чем действия Ксеркса I в своё время. Негативное влияние оказывало и близкое соседство с новой парфянской столицей — Ктесифоном, выстроенным на левом берегу Тигра непосредственно напротив Селевкии. Как следствие, город стремительно приходил в упадок, пустел; архитектура даже дворцового комплекса отличалась бедностью и примитивизмом. К концу I века до н. э. значительная часть Вавилона оказалась заброшенной, о чём свидетельствует Страбон, но в целом в городе по-прежнему бурлила жизнь, город был центром парфянской провинции (отдельная провинция Вавилония как и отдельная провинция Ассирия), и он имел внешние торговые связи с другими городами, как к примеру с Пальмирой. В I веке н. э. здесь по-прежнему действовало центральное святилище Эсагила, но при этом город сильно уменьшился в размерах. Хотя он был ненадолго захвачен Траяном в 116 году н. э., чтобы стать частью недавно завоёванной провинции Месопотамия, его преемник Адриан отказался от всех завоеваний к востоку от реки Евфрат, которая снова стала восточной границей Римской империи.
В сасанидскую эпоху Вавилон по-прежнему выполнял функции местного административного центра, со времён Парфянского царства выполняя эту роль на протяжении девяти столетий, вплоть до 650 года н. э. и даже сохраняя городские стены. Во II веке в Вавилоне продолжал функционировать греческий театр (на что указывает греческая надпись того времени). Вавилон сохранил свою собственную культуру и население, которое продолжало называть свою Родину Вавилонией. Традиции древней месопотамской культуры в то время безвозвратно уходят в прошлое: аккадский язык, клинопись, глиняные таблички и вавилонская религия медленно и постепенно исчезают, их место параллельно и окончательно занимают арамейский язык, пергамент, папирус и новые религии — зороастризм, митраизм, восточное христианство, манихейство, мандеизм. Христианство пришло в Месопотамию в I веке н. э. и Вавилон стал резиденцией католикоса Церкви Востока до тех пор, пока арабо-исламское завоевание не положило этому конец. Монеты парфянского, сасанидского и арабского периодов, раскопанные в Вавилоне, демонстрируют непрерывность поселения в этом месте.

### Мусульманское завоевание и конец существования
К началу арабского вторжения Вавилон представлял собой хорошо укреплённый город-крепость, который прикрывал столицу Персии Ктесифон. После поражения в битве при Кадисии туда отступили уцелевшие иранские войска. В середине декабря 636 года арабские войска во главе с Саадом ибн Абу Ваккасом подошли к городу; деморализованные персидские отряды после непродолжительного сопротивления отступили, после чего жители города открыли ворота и сдались при условии выплаты дани (джизьи). Кроме того горожане стали активно сотрудничать с завоевателями, информируя тех о передвижении персидских войск. Вавилон стал базой арабской армии для наступления на столицу Ирана Ктесифон, туда стягивались войска, которые потом были брошены для захвата имперской столицы.
В середине VII века Месопотамия была захвачена и заселена арабами из расширяющегося Арабского халифата, после чего последовал период исламизации покорённого населения. Вавилон после присоединения к халифату продолжал какое-то время оставаться административным центром одноимённой провинции Бабиль, пока не превратился в небольшую деревушку, о которой упоминали различные арабские средневековые рукописи IX−X веков, арамейский же язык и восточное христианство в конечном итоге маргинализировались. Ибн Хавкаль (X век) и арабский учёный аль-Казвини (XIII век) описывают Вавилон или Бабиль (араб. بابل‎ «Вавилон») как небольшую деревню. Последний описал колодец, называемый «Темницей Даниила», который посещали христиане и евреи во время праздников. Могилу-усыпальницу Амрана ибн Али посещали мусульмане.
Вавилон упоминается в средневековых арабских рукописях как источник кирпичей, которые, как говорят, использовались для построек в городах от Багдада до Басры. В X веке возле руин древнего города, на восточном берегу Евфрата, был основан город Эль-Джами’айн, а в XII веке рядом с ним возник город Эль-Хилла; новые поселения использовали для строительства кирпичи, добывавшиеся из руин Вавилона. Постепенно Эль-Хилла превратилась в крупный центр, куда перенесли центр провинции Бабиль.
Европейские путешественники во многих случаях не могли определить местоположение Вавилона или ошибочно принимали за него Фаллуджу. Вениамин из Туделы, путешественник XII века, упоминает Вавилон, но неясно, был ли он ещё там. Другие называли Багдад Вавилоном или Новым Вавилоном и описывали различные сооружения, встречающиеся в этом регионе, как Вавилонскую башню. Пьетро делла Валле посетил деревню Бабиль в XVIII веке и отметил множество остатков различных построек как из обожжённых, так и высушенных глиняных кирпичей, скреплённых битумом.

## Архитектура

### Общие сведения

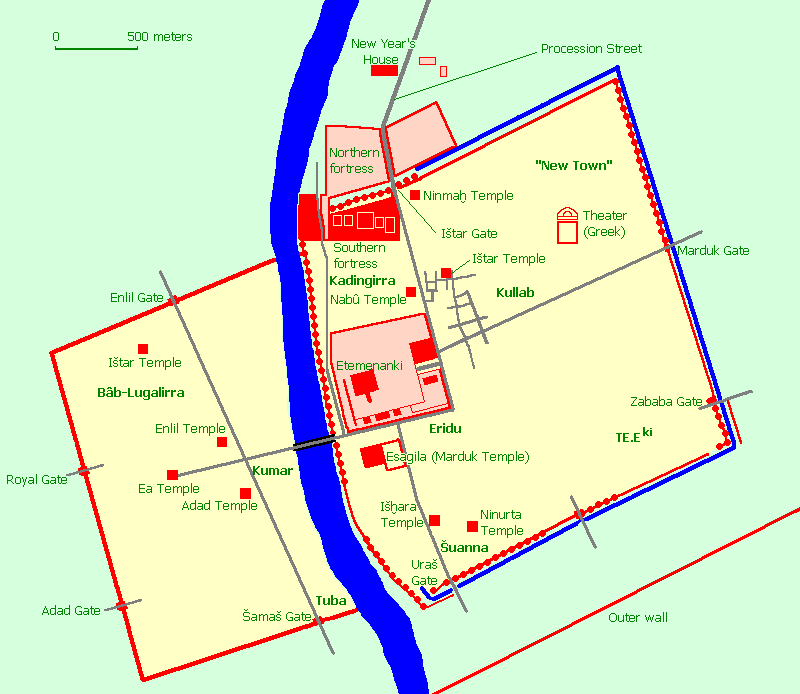
Вавилон. План основной части города по данным топографических источников и археологических раскопок

Широкомасштабные археологические раскопки, анализ многочисленных клинописных и других нарративных источников позволили создать целостное представление об архитектурном облике Вавилона периода расцвета (VI—V века до н. э.) Менее документированными оказались более ранние эпохи, поэтому предположения о местонахождении тех или иных объектов для тех времён часто имеют предварительный характер.
По всей видимости, свой классический, прямоугольный план, Вавилон приобрёл в касситский период; примерно в то же время возникло деление города на десять округов/кварталов. Во время расцвета Вавилон опоясывало тройное кольцо стен, периметром около 8015 м, ров, наполненный водой, а также внешняя стена, охватывающая часть предместий. Площадь города составляла около 4 км², а с учётом территории «Большого Вавилона», охваченного внешней стеной, она достигала порядка 10 км². Фортификационные сооружения прикрывали главный, северный вход в Вавилон, со стороны ворот Иштар; кроме того, на севере предместий находился летний дворец Навуходоносора II, выстроенный в виде крепости, а на Евфрате специальное массивное сооружение защищало угол городских стен от воздействия течения. Со внешним миром город соединяли 8 ворот, открывавшиеся дорогами в важнейшие города округи. Улицы пересекались под прямым углом, некоторые из них мостили плиткой из привозных материалов. Вавилон имел обустроенную, мощёную набережную, множество каналов, снабжавших городские кварталы водой, мосты, соединяющие различные части города, дворцы, огромное количество храмов, а также грандиозные сооружения — зиккурат Этеменанки (Вавилонская башня) и Второе чудо Света — Висячие сады. Многие постройки имели облицовку глазурованным кирпичом, барельефами, фризами; ярусы зиккурата были окрашены в разные цвета. Геродот, побывавший там в V веке до н. э., назвал Вавилон самым красивым из всех городов, которые он знал.

### Районы и кварталы города
Основная часть Вавилона была разделена рекой Арахту (Евфрат) на Западный город и Восточный город (в устаревших публикациях — Новый город и Старый город) и окружена предместьями, в том числе в пределах внешней стены Навуходоносора II. Предположительно с касситского времени основная часть города подразделялась на десять округов или кварталов (аккад. erșetu, иногда — ālu). Названия кварталов часто восходили к культовым именам самого Вавилона («Эриду», «Кадингирра», «Шуанна») или же повторяли названия городов Шумера и Аккада (Куллаб, Кумар (т. е Куара), Туба). Кварталы следующие.

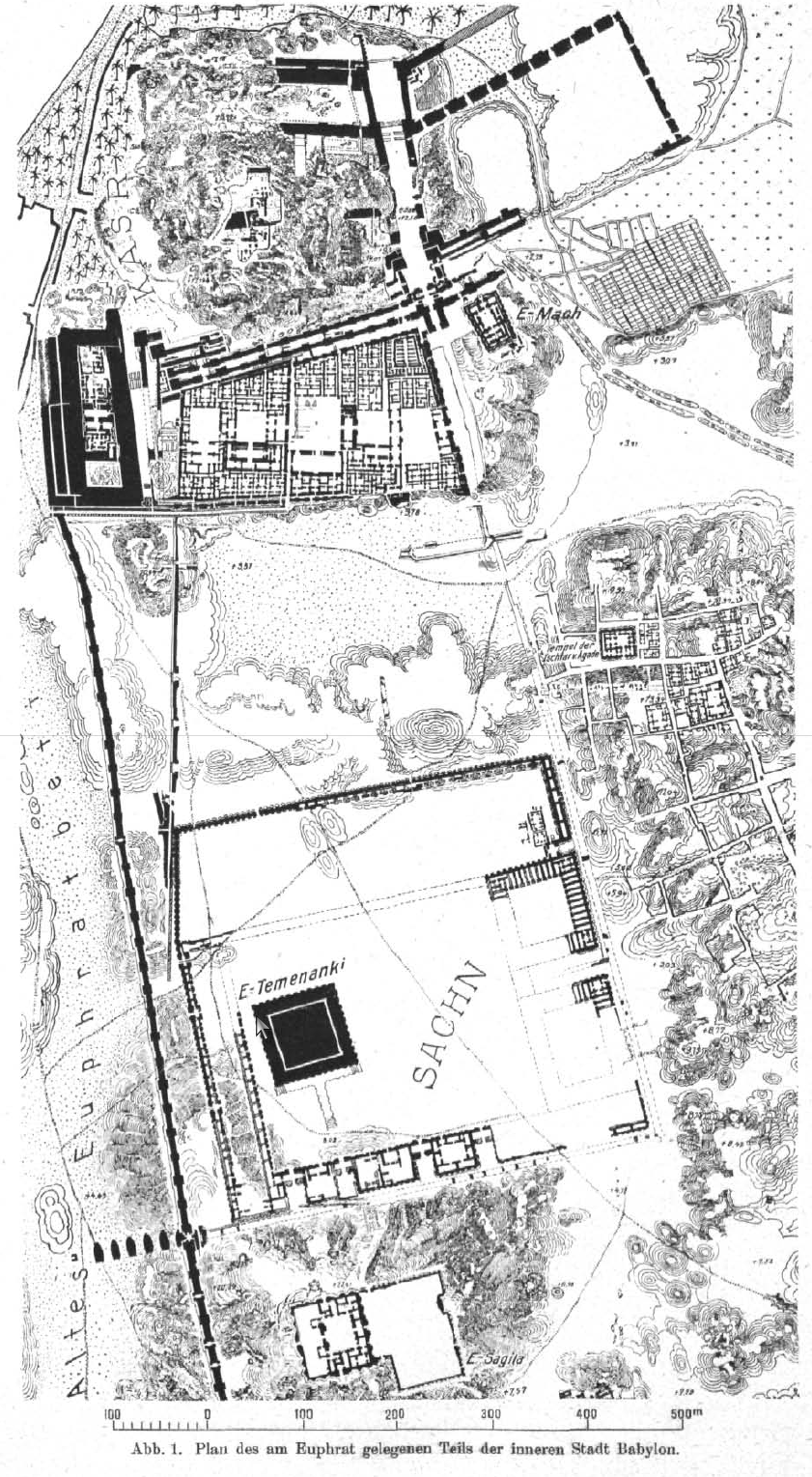
План раскопок центральной части Восточного города по состоянию на начало XX века

- Эриду (аккад. Eri-du10ki) — древнейшая часть Восточного города и его религиозный центр. Располагался в самом центре Восточного города в пределах телля Амран-ибн-Али и области Сахн. Границами округа Эриду на севере были Великие ворота и округ Кадингирра, на юге — Рыночные ворота и округ Шуанна, на западе — берег Евфрата, на востоке Эриду соседствовал с кварталом Куллаб. В Эриду находились важнейшие культовые сооружения города, в общей сложности 14 храмов: центральное святилище Эсагила, зиккурат Этеменанки (Вавилонская башня), храмы Экарзагинна (в честь Эа), Эрабрири (в честь Мадану), Эгальмах (в честь Гулы), Энамтаггадуха (в честь аморейского божества Амурру), Эалтила (в честь Адада), Этуркаламма (в честь Белет-Бабили/Иштар Вавилонской), Энитенна/Энитенду (в честь Сина), Эсагдильаннагидрутуку (в честь Папсуккаля), Эзидагишнугаль (в честь Думузи), Эгишлаанки (в честь Набу), Эгузаламах(в честь Нингишзиды) и Эсаггашарра (в честь богини Анунит).
- Шуа́нна (аккад. Šu-an-naki) — округ на юге Восточного города, преимущественно в области холма Ишан-эль-Асвад/Ишин-Асвад. Границами Шуанны на севере являлся округ Эриду и Рыночные ворота, на юге — городские стены и ворота Ураша, на западе — река Арахту/Евфрат, на востоке — квартал TE.Eki. В Шуанне располагались храмы Эхурсагтилла (в честь Нинурты) и святилище, названное археологами «Храм Z» и часто отождествляемое с храмом Эшасурра в честь богини Ишхары, известным из топографических текстов.
- Кадинги́рра (аккад. KÁ.DIG̃IR.RAKI) — округ в северо-западном углу Восточного города; охватывал часть теллей Каср и Меркес. На севере его границами были городские стены и ворота Иштар, на юге — округ Эриду и Великие Ворота, на западе — берег реки, на востоке — квартал Новый город. В Кадингирре располагался центральный административный и фортификационный комплекс города; здесь находился дворцовый ансамбль Вавилона, с севера ограниченный городскими стенами, с запада — рекой, с востока — улицей Процессий, с юга — каналом Либиль-хенгалла. Помимо этого, в Кадингирре располагались четыре важных храма: Эмах (в честь Белет-или/Нинмах), Эмашдари (в честь Белет-Аккаде/Иштар Аккадской), Эниггидаркаламмашумма в честь dNabu ša ḫarê и Эхиликаламма (в честь Ашратум). Наиболее изученный в археологическом отношении квартал.
- Но́вый го́род (аккад. ālu GIBILki, ālu eššuki) — округ на северо-востоке от квартала Куллаб, отчасти совпадающий с теллем Хомера. На юге соседствовал с кварталом Куллаб (у храма Экитушгирзаль); на западе примыкал к Кадингирре, на севере и востоке границами квартала были городские стены. Ещё в конце старовавилонского периода здесь располагалась зона коммерческой активности. Известно о трёх святилищах в Новом городе: Эурунанам (священный постамент в честь Набу), Экитушгирзаль (в честь Белет-Эанны/Иштар) и Эандасаа (в честь Иштар). В персидский период квартал подвергся разрушениям вследствие изменения русла Евфрата. В эллинистическое время в Новом городе были выстроены сооружения античной культуры, в том числе театр и палестра.
- Куллаб (аккад. Kul-aba4ki) — округ к востоку от квартала Эриду, граничащий на севере с Новым городом (до храма Экитушгирзаль), на юге — с кварталом TE.Eki; на востоке границами округа были городские стены и ворота Мардука. Часть Куллаба, наряду с кварталами Эриду и Кумар, составляет древнейшее ядро города, существовавшее ещё при I династии. Здесь располагалось четыре храма: Эгишнугаль (в честь Сина), Эмекилибурур (в честь богини Шаррат-Ларса), Эургубба (в честь Писангунука) и Эсаг (в честь Лугальбанды). Также в Куллабе находилось здание Бит-реш-акиту, связанное с празднованием Нового года.
- Округ, название которого передалось логограммой TE.Eki, но чтение неясно (возможно Каси́ри: аккад. Kasīri или Тэ: аккад. Tê). Располагался восточнее округа Шуанна и южнее Куллаба, то есть в юго-восточном углу Восточного города. На севере граничил с Новым городом, на западе — с Шуанной (пограничным объектом здесь был священный постамент в честь Мардука); на юге границей округа была городская стена, на востоке — городская стена и ворота Забабы. Здесь располагалось три святилища: Экагула (священный постамент ануннаков), Эдуркуга (священный постамент игигов) и храм Эмеурур (в честь Нанайи).

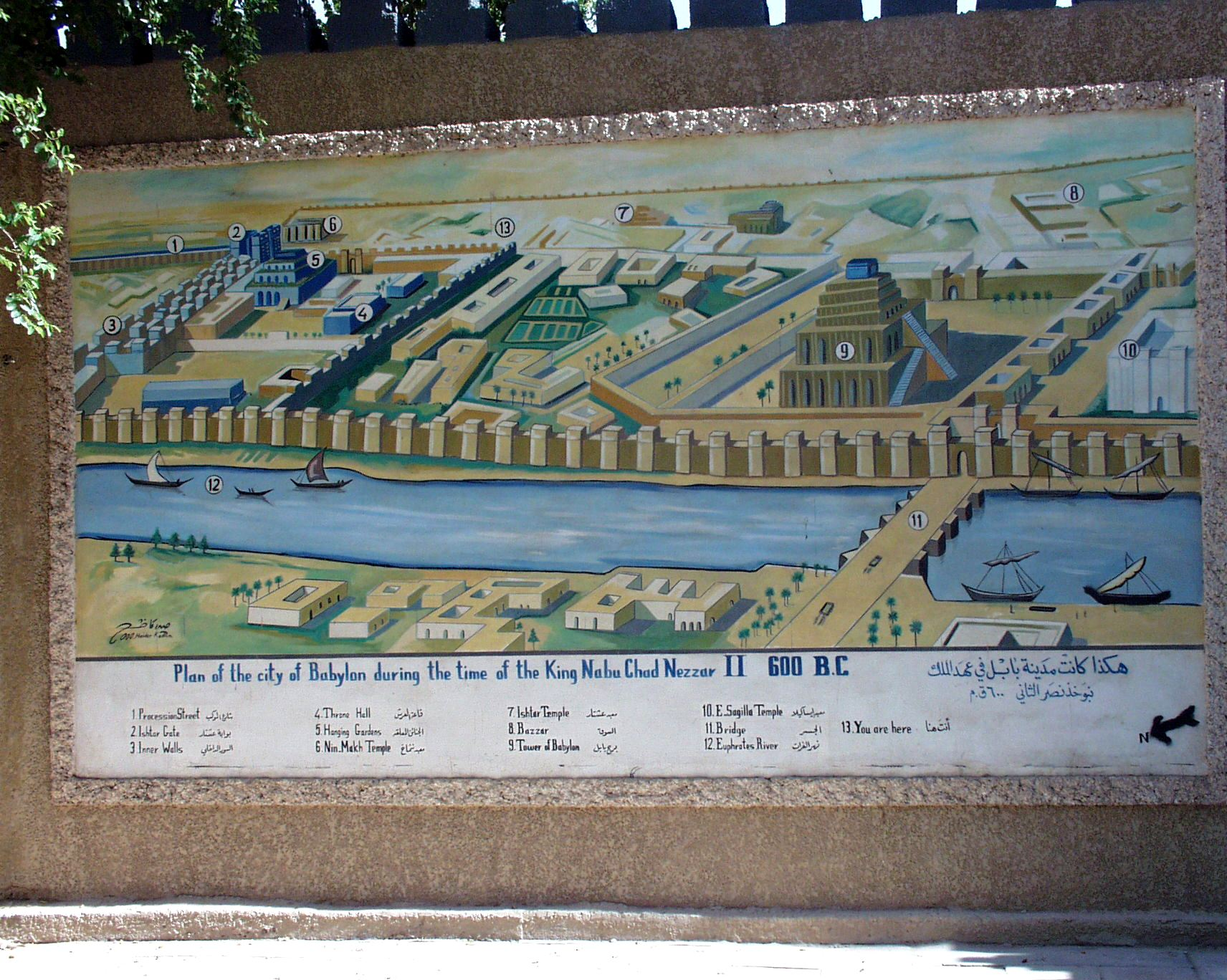
Вавилон около 600 года до н. э.: схематический рисунок центральной части. Вид со стороны Западного города

- Ку́мар (шум. ḪA.A, аккад. Kumar) — древнейшая часть Западного города и его религиозный центр. Тянулся от Акуцских ворот на западе до берега Евфрата на юге. Здесь располагалось семь храмов: Энамтила (в честь Бел-матати/Эллиля), Ээшмах (в честь Эа), Экадимма (в честь Белили), Эмесикилла (в честь Амурру), Эдикукаламма (в честь Шамаша), Ээсиркаламма (в честь Писангунука) и Энамхе (в честь Адада).
- Ту́ба (аккад. Tu-ba) — округ в южной части Западного города. Из топографических текстов известны три святилища в этом квартале: Экитушгарза (в честь Белет-Эанны/Иштар), Эсабад (в честь Гулы) и Эшиддукишарра (в честь Набу).
- Округ, название которого в текстах повреждено. Располагался в западной части Западного города, простираясь от городских стен и ворот Адада до квартала Кумар и Акуцских ворот. Как и другие кварталы Западного города не раскапывался археологами; письменные источники не содержат о нём сколько-нибудь значимой информации, не упоминают ни о каких храмах или других значимых постройках на его территории.
- Баб-Луга́льи́рра (аккад. Bāb-dLugal-ir9-ra, то есть «Ворота Лугальирры») — округ на севере Западного города. Северной его границей была городская стена и ворота Энлиля, на западе — река Евфрат, восточная граница находилась возле храма Эгишхуранкиа. В этом квартале располагались три храма: Энинмах (в честь божества Нуска), Эгишхуранкиа (в честь богини Белет-Нинуа) и Эбурсаса (в честь Шары).

В отличие от основной части города, предместья Вавилона изучены хуже. Там располагались фортификационные сооружения, храмы, дворцы, виллы богачей, простые дома, сельскохозяйственные участки и т. д. При Навуходоносоре II часть предместий Восточного города была окружена Внешней стеной; тогда же там был выстроен Летний или Северный дворец. Через предместья проходила знаменитая улица Процессий; в той же части города находились две массивные крепости или замка, прикрывавшие главный вход в Вавилон через ворота Иштар. Из клинописных источников известно о различных частях предместий; в числе таковых — Лаббаната, а также Бит-шар-Бабили — элитный округ в районе Летнего дворца Навуходоносора. Археологами был раскопан Бит-акиту — Храм Нового года, располагавшийся недалеко от одного из замков, по улице Процессий.

### Фортификация
Возвышение Вавилона в начале II тысячелетия до н. э. происходило в условиях ожесточённой борьбы c другими городами-государствами и многочисленными полукочевыми племенами. По этой причине, уже цари I Вавилонской династии уделяли большое внимание строительству укреплений. В период расцвета, при X династии, Вавилон представлял собой мощную, практически неприступную крепость; в последующий персидский период (V—IV века до н. э.) взятие города осуществлялось или посредством военной хитрости, или же после длительной осады, измором, с многочисленными жертвами. Оборонительные сооружения Вавилона — это стены с башнями и воротами, отдельные крепости и бастионы, рвы. На протяжении веков они постоянно совершенствовались — перестраивались, меняли план и размеры.

#### Стены и башни

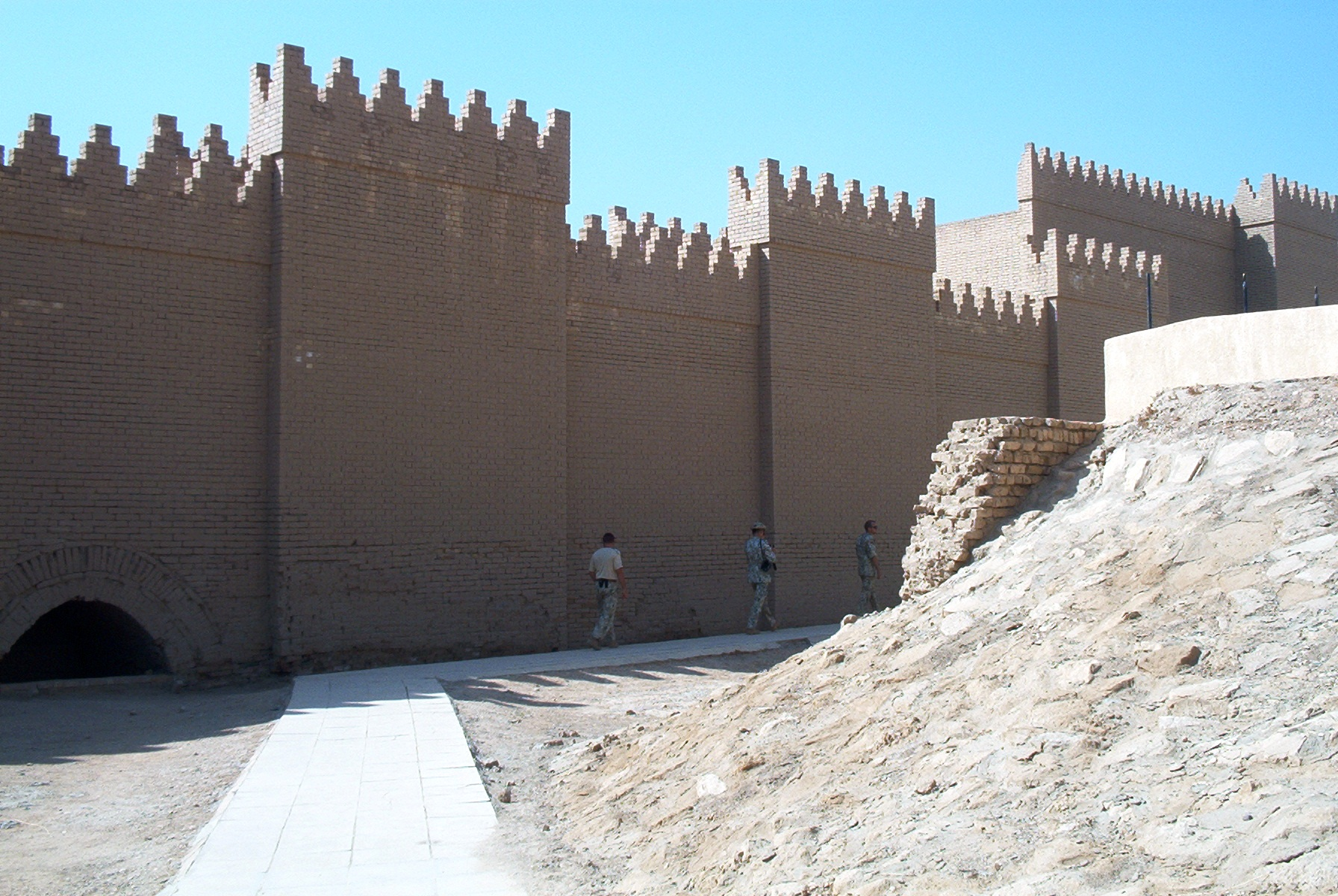
Стены Вавилона после реконструкции

Ранние стены Вавилона известны только со времён I династии и только из клинописных источников; точное местонахождение этих сооружений неясно. К ранним укреплениям Вавилона относятся Большая стена и Новая Великая стена.
- «Большая стена» Вавилона (шум. BÀD.GAL.KÁ.DIG̃IR.RAki). Датировочные формулы первого царя I династии, Сумуабума, упоминают о возведении им «Большой»/«Великой» (шум. GAL) стены вокруг Вавилона уже в первый год его правления (около 1894 года до н. э. согласно средней хронологии). Спустя 18 лет эта же стена была завершена или перестроена Сумулаэлем. По мнению исследователей, «Большая стена» должна была охватывать древнейшее ядро города — кварталы Эриду, Кумар и часть Куллаба[63]; план этого сооружения мог приближаться к овальному[64].
- «Новая Великая стена» Вавилона (шум. BÀD.MAḪ.GIBIL.KÁ.DIG̃IR.RAki) или стена Апиль-Сина (в научной литературе). Исходя из датировочных формул, возведена на второй год правления царя Апиль-Сина (то есть около 1830 года до н. э. — согласно средней хронологии). По одной версии, это обновлённая «Большая стена», по другой — совершенно новое сооружение. Главные ворота её восточной части достаточно долго (около сорока лет) могли оставаться недостроенными[63]. Положение и план стены Апиль-Сина неясны: сооружение могло повторять очертания ранней «Большой стены» или же охватывать бо́льшие территории[63]. В дальнейшем, это сооружение было заменено стеной Имгур-Энлиль, по всей видимости пришло в негодность и было разобрано[63].
- Стена И́мгур-Энли́ль (аккад. BÀD im-gur dEN.LÍL: «Энлиль соизволил») — основная прямоугольная стена Вавилона, известная из письменных источников и засвидетельствованная археологически (остатки стены сохранились до наших дней). Дата возведения неизвестна, но предполагается, что сооружение определённо существовало к концу касситского периода, поскольку именно в то время появляется прямоугольная, симметричная планировка месопотамских городов (примеры Дур-Куригальзу и Борсиппы)[65]. Длина стены Имгур-Энлиль вокруг Западного города составляла около 3580 м (1100 м — северная сторона, 1460 м — западная и 1020 м — южная сторона). Длина стены Имгур-Энлиль вокруг Восточного города составляла около 4435 м (1400+1650+1385 м). Общий периметр укреплений оценивается в 8015 м. На каждой стороне этого прямоугольника имелось по двое массивных ворот; приблизительно через каждые 20 м в стене чередовались малые продольные и большие поперечные башни. При Навуходоносоре II толщина Имгур-Энлиль была доведена до 5,5 м. Высота стены доподлинно неизвестна; в верхней части стены, башен и ворот имелись зубцы.
- Стена Не́мет-Энли́ль (аккад. BÀD ni-mit dEN.LÍL «Местожительство Энлиля»), часто именуемая «валом» (аккад. šalḫu). Опоясывала по внешнему периметру Имгур-Энлиль, дублируя последнюю. При халдейской династии толщина «вала» достигла 3,75 м, но в целом Немет-Энлиль была тоньше и, по всей видимости, ниже основной стены, имела меньшее количество башен. Ворота в Имгур-Энлиль продолжались в Немет-Энлиль, то есть были общими для обеих линий укреплений.
- Стена рва — третья линия укреплений основной части города. Проходила по внешнему периметру стены Немет-Энлиль и была окружена оборонительным рвом. Самая тонкая и низкая стена. Возведена в эпоху X династии.
- Внешняя стена Навуходоносора II — масштабная линия укреплений на восточном берегу Евфрата, возведённая известным царём. Начиналась к северу от Вавилона на берегу реки, огибала Летний дворец-крепость, обводила часть предместий и заканчивалась на берегу Евфрата к югу от основной части города. Внешняя стена имела 110 башен, пять ворот, а также оборонительный ров с водой по внешнему периметру.
- Стена набережной — защищала Восточный город со стороны Евфрата. Возведена при халдейской династии (окончательно достроена Набонидом). По сути, замыкала Внешнюю стену Навуходоносора. Имелись башни и ворота; через последние можно было выйти на мосты, ведущие в Западный город.

#### Городские ворота

##### Ворота ранних укреплений
Эти сооружения известны лишь по клинописным источникам, археологи пока не обнаружили их останков. Поскольку актуальность этих строений исчезла с появлением стены Имгур-Эллиль, ворота ранних укреплений могли исчезнуть достаточно давно. С другой стороны, память об этих сооружениях сохранялась достаточно долго, поскольку через них проходили линии границ между кварталами, что нашло отражение в топографических текстах. Предполагается, что «Большая» и/или «Новая Великая стена Вавилона» сообщались со внешним миром посредством следующих ворот.
- Великие ворота (шум. KÁ.GAL.MAḪ, аккад. abulmāḫi) — на севере Восточного города. Открывались дорогой в Сиппар.
- Рыночные ворота (шум. KÁ.GAL.GANBA, аккад. abul maḫīri) — на юге Восточного города. Открывались дорогой в Дильбат.
- Акуцские ворота (аккад. abulli A-ku-si-tum) — на юго-западе Западного города; названы в честь города Акуц.
- Ворота Луга́льи́рры (аккад. bāb-dLugal-ir9-ra) — на северо-западе Западного города. Название — в честь божества Лугальирра (Лугаль-Ирра, возможно — ипостась бога чумы Эрры). Память об этих воротах сохранилась в названии квартала Баб-Лугальирра.

Помимо перечисленных, могли существовать и другие ворота, например на востоке Восточного города.

##### Ворота основной части города
Восемь ворот через стены основной части города носили имена важнейших месопотамских божеств. Порталы Восточного города исследованы археологически; их местонахождение точно установлено. Порталы Западного города идентифицированы лишь по клинописным текстам, известно их приблизительное местонахождение. В топографических текстах (Tintir) ворота основной части города упоминаются в следующем порядке.

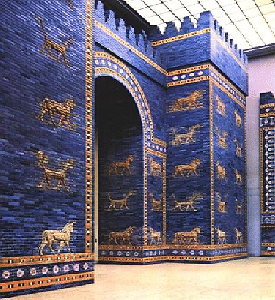
Реконструкция ворот Иштар в Пергамском музее

- Ворота У́раша (аккад. abul dUraš) — южный портал Восточного города; наиболее раннее упоминание — в надписях Набопаласара и Навуходоносора II. Ворота открывались дорогой на юг, которая шла вдоль Евфрата в сторону города Дильбат, где располагался центр почитания Ураша (ипостась бога Нинурты).
- Ворота Заба́бы (аккад. abul dZa-ba4-ba4) — самые южные из двух (вторые — ворота Мардука) восточных ворот Восточного города. Впервые упоминаются в анналах Синаххериба и нововавилонских коммерческих документах. Открывались дорогой в древний город Киш, центр почитания бога-воителя Забабы. В «Истории» Геродота эти ворота названы «Киссийскими» (от искажённого названия города Киш, аккад. Kiški).
- Ворота Ма́рдука (аккад. abul dMarduk) — вторые восточные ворота Восточного города; располагались севернее ворот Забабы. У Геродота названы «Белскими» (от аккад. dBēl — «Господь», титул верховного бога Мардука).
- Ворота И́штар (аккад. abul dIštar) — северный портал Восточного города, самые известные ворота Вавилона. От них начиналась знаменитая улица Процессий (проспект Айибуршабу), которая за пределами города продолжалась дорогой в Сиппар. Названы в честь Иштар — богини войны, плодородия и плотской любви. Ворота были раскопаны немецкой экспедицией, перевезены в Пергамский музей и реконструированы.
- Ворота Энли́ля (аккад. abul dEN.LÍL) — портал Западного города; предположительно — на северной стороне стены. Названы в честь древнего верховного бога шумерского пантеона, владыки ветра Энлиля (аккад. Эллиль).
- Царские ворота (аккад. abul šarri) — портал Западного города; предположительно — на западной стороне стены, но севернее ворот Адада.
- Ворота А́дада (аккад. abul dAdad) — портал Западного города; предположительно — на западной стороне стены, но южнее Царских ворот. Названы в честь бога бури Адада.
- Ворота Ша́маша (аккад. abul dŠamaš) — портал Западного города; предположительно — на южной стороне стены. Названы в честь солнечного бога Шамаша

Кроме того, известный специалист по топографии Вавилона, Экхард Унгер, предположил существование ворот Сина, которые он помещал в Восточном городе; однако современные исследователи считают это предположение ошибочными.

##### Ворота внешней стены
- Ворота Канала Шу́хи (аккад. abulli ša ídŠūḫi) — самые северные. Дорога от ворот Иштар, продолжение улицы Процессий, проходила через эти ворота и шла далее в Сиппар.
- Ворота Канала Мада́ну (аккад. abulli ša nār dMadānu) — на северо-восточной стороне внешней стены, южнее ворот канала Шухи. Мадану — бог, покровитель судей. Из основной части города к ним вела дорога от ворот Мардука; за пределами города она продолжалась в сторону города Кута.
- Ворота Ги́шшу (аккад. abul giššu) — самые южные из трёх ворот северо-восточной стороны внешней стены. Дорога от ворот Забабы вероятно раздваивалась и одним из направлений проходила через ворота Гишшу, откуда продолжалась в сторону города Киш.
- Ворота Солнца Богов (аккад. abul dšamaš ilimeš) — портал на юго-восточной стороне стены, в центральной её части. Дорога от ворот Забабы вероятно раздваивалась и одним из направлений сворачивала на юг, где и проходила через указанный портал. За пределами города продолжалась дорогой в священный для шумеров город Ниппур.
- Ворота Морского Берега (аккад. abul šapat tam-tum) — самый южный портал, на западном краю юго-восточного участка внешней стены, недалеко от берега Евфрата. Дорога в Дильбат, начинавшаяся у ворот Ураша, проходила через этот портал.

### Улицы и дороги
Основные улицы города пересекались под прямым углом, имели мощение, порой из дорогих (импортных) материалов. Важнейшие улицы Вавилона, упоминаемые в топографических текстах, следующие.
- Улица Проце́ссий или дорога Проце́ссий [Ма́рдука] (Айибуршабу́, аккад. Ay-ibūr-šabû) — самая главная улица Вавилона (Восточный город); в северной части имела название улица Ворот И́штар (И́штар-лама́сси-уммани́ша, аккад. Ištar-lamassi-ummānīša). От указанных ворот она вела через квартал Кадингирра, мимо храмов в честь Нинмах и Набу до квартала Эриду, куда она могла вступать через Великие ворота (возможно реликт старой стены). В Эриду процессии в честь Мардука сворачивали в главные ворота священного участка Эсагилы; там же, вероятно, улица и заканчивалась.
- Улица Набу́ или дорога Процессий Набу (Набу́-даййа́н-ниши́шу, аккад. Nabû-dayyān-nišīšu: «Набу — судья своего народа») — в южной части Восточного города. Вела от Эсагилы к воротам Ураша, пересекая квартал Шуанна с севера на юг.
- Улица Ма́рдука или улица Ворот Мардука (Ма́рдук-ре́'и-мати́шу, аккад. Marduk-rē'i-mātīšu: «Мардук — пастырь своей страны») — начиналась от указанных ворот и вела в центр Восточного города, проходя через южные и восточные районы квартала Куллаб и квартал TE.Eki. С ней же вероятно ассоциируется проспект Не́ргала Ра́достного, известный из поздних клинописных текстов.
- Улица Заба́бы или улица Ворот Заба́бы (Заба́ба-муха́ллик-гари́шу, аккад. Zababa-muḫalliq-gārîšu) — начиналась от указанных ворот и вела в центр Восточного города, пересекая квартал TE.Eki.
- Улица Ша́маша или улица Ворот Ша́маша — в Западном городе.
- Улица А́дада или улица Ворот А́дада — в Западном городе.
- Улица Энли́ля или дорога Процессий Энли́ля — в Западном городе.

### Культовые сооружения

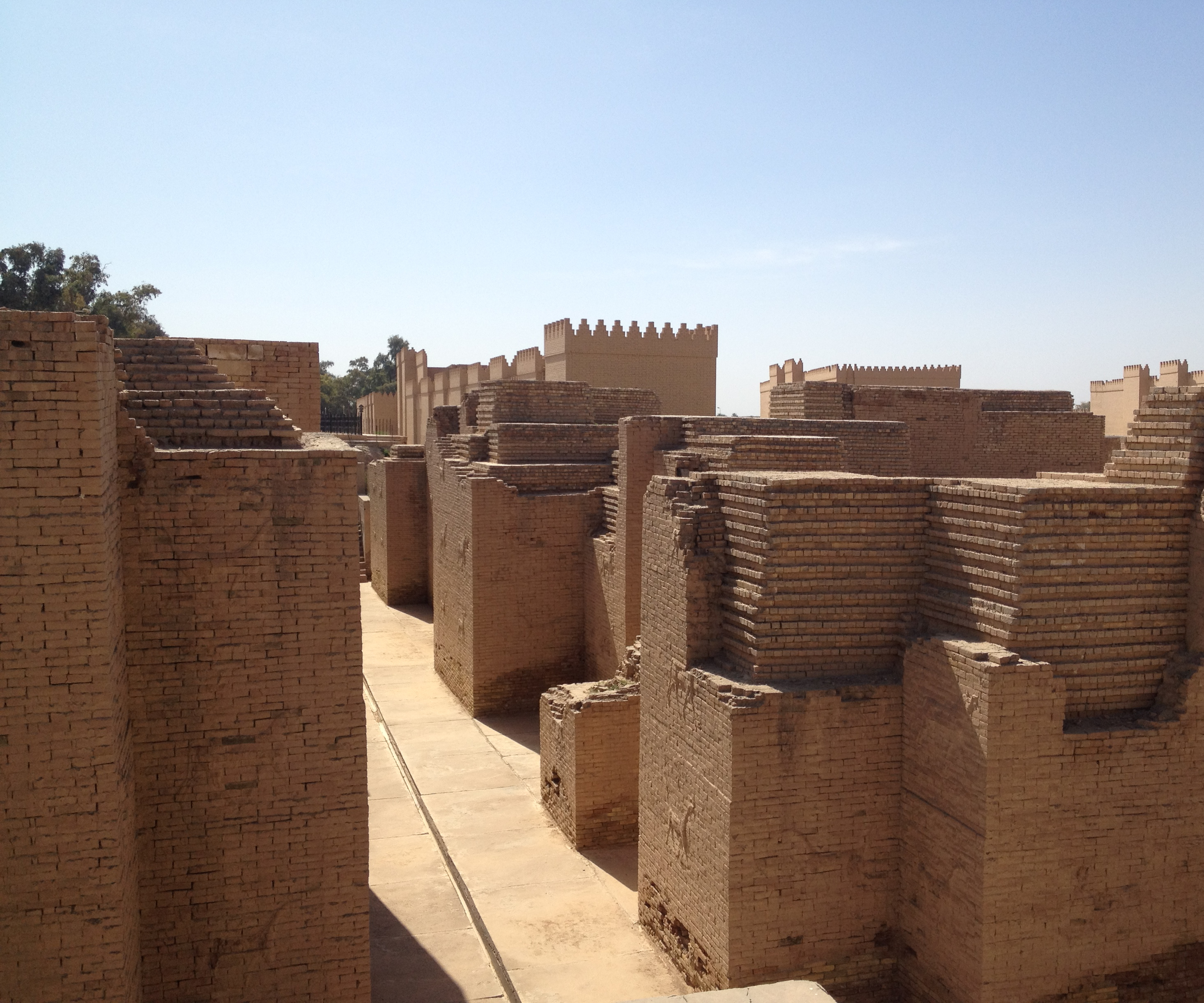
Вавилонская улица

Ворота И́штар, Висячие Сады Семирамиды(одно из 7 чудес света), Вавилонская башня

## История исследования

### Ранние упоминания и свидетельства путешественников
Вавилон никогда не исчезал из поля зрения исследователей, о его местонахождении с большей или меньшей точностью было известно всегда. Сведения об этом городе имеются ещё у античных авторов, в частности у Геродота, Ктесия, Ксенофонта, Диодора Сицилийского, Помпея Трога, Иосифа Флавия и других. Однако все они уже не застали Вавилонского царства и потому приводимые ими исторические сведения изобилуют ошибками и пересказами откровенно легендарных сюжетов. В то же время, вавилонянином Беросом, являвшемся жрецом бога Мардука была составлена история города и окружавшей его страны, однако этот труд уцелел лишь фрагментарно в списках Диодора, Евсевия и некоторых других античных авторов.

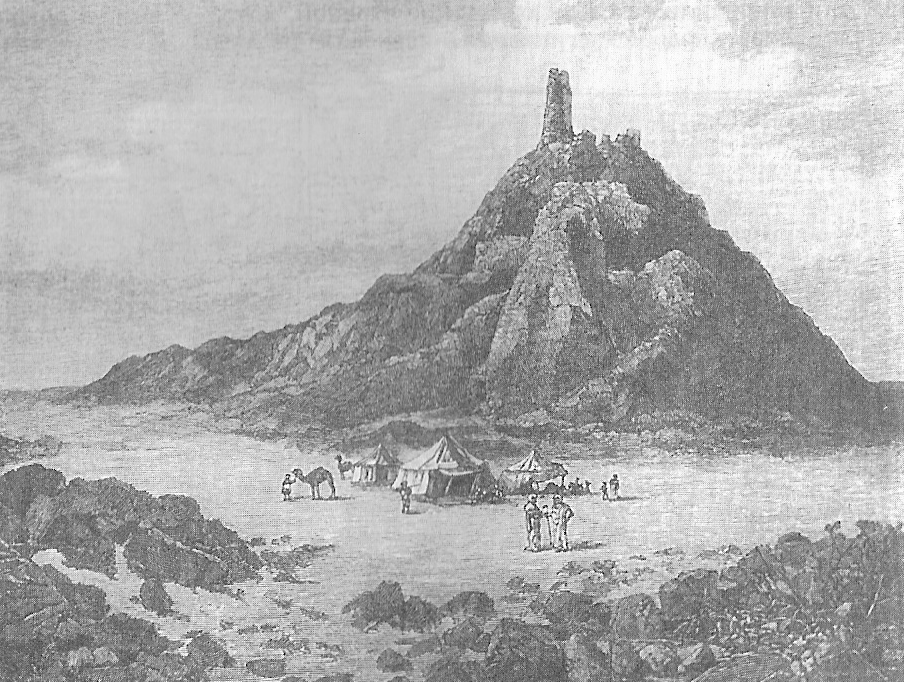
Холм Бирс Нимруд, принимавшийся ранними исследователями за руины Вавилонской башни

После того как эллинистический правитель Антиох I Сотер переселил часть жителей города в Селевкию-на-Тигре, Вавилон постепенно сошёл с исторической сцены, превратившись в незначительное поселение. Но распространение христианства вдохнуло новую жизнь в образ этого города, во многом, благодаря его роли в ветхозаветной истории, а также особому месту в христианской эсхатологии.
Арабские авторы также сохранили память о Вавилоне, но их сведения очень скудны и часто ограничиваются лишь упоминанием названия города. В X веке Ибн-Хаукаль, предположительно, посетил Вавилон и описал его как небольшую деревню.
В течение долгого времени знания о Вавилоне черпались из священных книг иудаизма и христианства, а также трудов античных авторов. Именно оттуда появились известные сказания о Вавилонской башне, смешении языков, Висячих садах, легендарных царицах Семирамиде и Нитокрис, а также реально существовавших личностях — Навуходоносоре, Валтасаре и др. Вскоре эти сказания стали дополняться сведениями путешественников, посещавших ближневосточные земли; особый интерес вызывали поиски знаменитой Вавилонской башни.
Первым европейцем, совершившим путешествие в Вавилон, стал раввин Вениамин Тудельский, который в период между 1160 и 1173 годами побывал там дважды, упомянув о руинах дворца Навуходоносора и остатках легендарной башни, за которую он принял руины в Бирс Нимруде (историческая Борсиппа). Между 1573 и 1576 гг. Вавилон посетил немецкий учёный Леонард Раувольф, оставивший описание этих мест; увидев величественные руины зиккурата в Акар-Куфе, он принял их за остатки Вавилонской башни, однако, как оказалось позднее, это были руины города Дур-Куригальзу. Схожего взгляда на зиккурат в Акар-Куфе придерживался и английский купец Джон Элдред, бывший здесь в конце XVI века. На рубеже XV — XVI веков Вавилон посещал Ганс Шильтбергер, оруженосец рыцаря Линхарта Рехартингера
В 1616 году Вавилон посетил итальянский путешественник Пьетро делла Валле, который связал Башню с холмом (теллем) Бабиль, произвёл измерения, сделал описания и привёз в Европу несколько кирпичей с клинописными надписями, собранных как в Вавилоне, так и в Телль эль-Мукаййаре.
В 1765 году там побывал Карстен Нибур. Как и его предшественники, интересовавшиеся местонахождением знаменитой Вавилонской башни, Нибур связывал этот объект с теллем Бирс Нимруд. В 1780 и 1790 годах руины великого города посетил французский аббат Жозеф де Бошам, описавший разграбление Вавилона местными жителями и торговлю добывавшимися из его развалин кирпичами; он привёл указания арабов на находки стен с изображениями, выложенными глазурованным кирпичом и на массивные статуи. Де Бошам собрал несколько монет, которые он соотнёс с парфянским периодом и упомянул о крупных цилиндрах с надписями, однако получить последние ему не удалось. Во время краткого визита в Вавилон, представитель Ост-Индской компании Хартфорд Джоунс Бридж сумел приобрести несколько кирпичей и массивную каменную плиту с надписью Навуходоносора II. В период с XII по XVIII век Вавилон посещали и другие путешественники, в том числе венецианский ювелир Гаспаро Бальби (1579—1580), кармелитский священник Винченцо Мария ди Санта Катерина ди Сиена (1657), французский учёный Жан Оттер (1734), и доминиканский священник Эммануэль де Сан-Альбер (1750).

### Первые систематические исследования

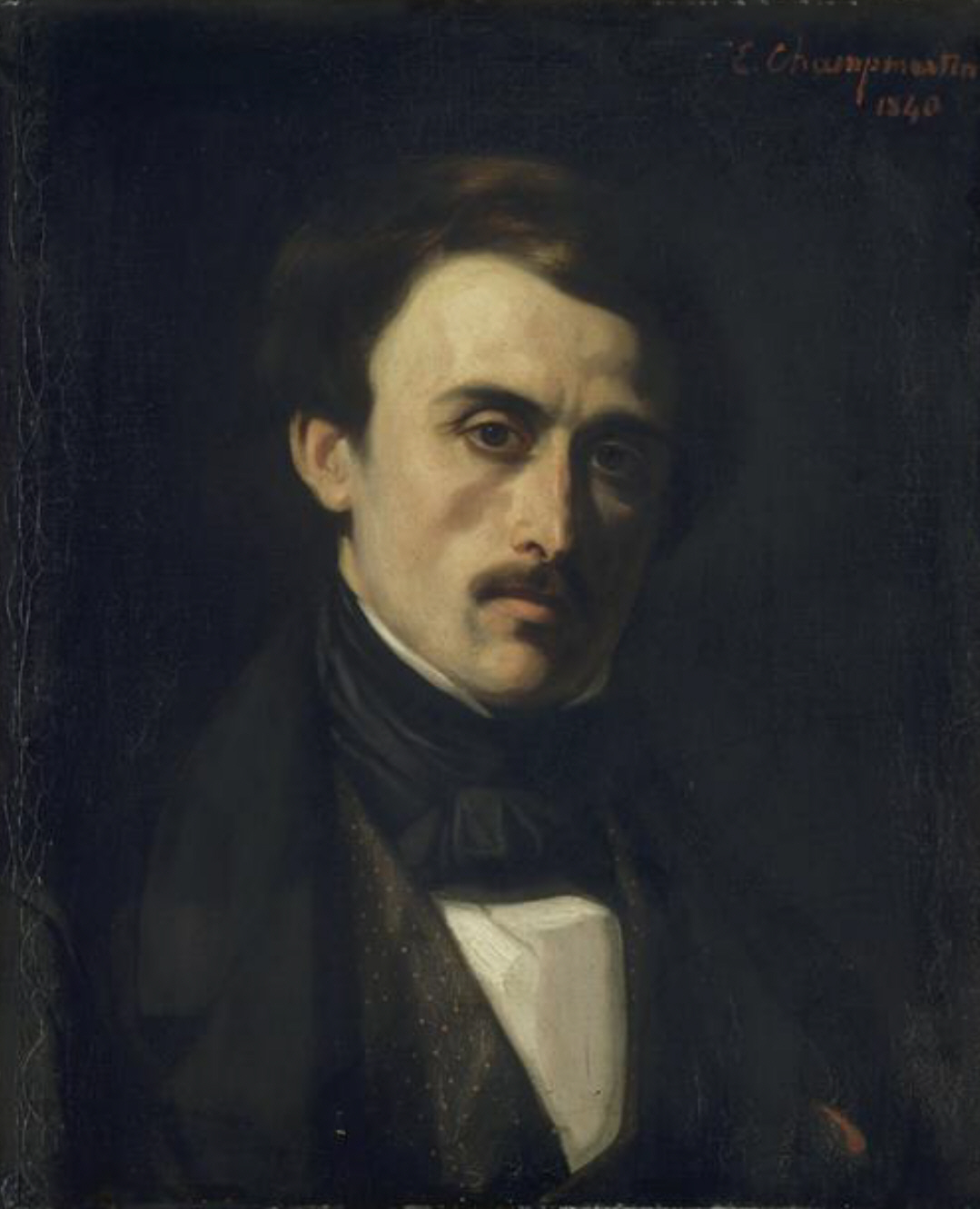
Поль-Эмиль Ботта

Систематическое изучение Вавилона началось в XIX веке. C 1811 года представитель британской Ост-Индской компании Клавдий Джеймс Рич проводил обследование видимых руин города. Он дал названия холмам в соответствии с теми, что были приняты у местных жителей и провёл раскопки на телле Бабиль. В 1818 году Вавилон посетил английский художник Роберт Кер Портер, собравший несколько артефактов. Свои впечатления он описал в книге, снабдив её романтическими иллюстрациями, что способствовало повышению интереса к Вавилону в Европе. Остатки колонн на холме Каср британский журналист и путешественник Джеймс Силк Бэкингем принял за фрагменты знаменитых Висячих садов Семирамиды. Представитель Ост-Индской компании, офицер Роберт Мигнан, также провёл небольшие раскопки на территории города. В 1849 году Вавилон посетил английский геолог Уильям Кеннет Лофтус; разочаровавшись в возможности связать вавилонские холмы с постройками, упомянутыми Геродотом, он счёл дальнейшее обследование города бесперспективным.

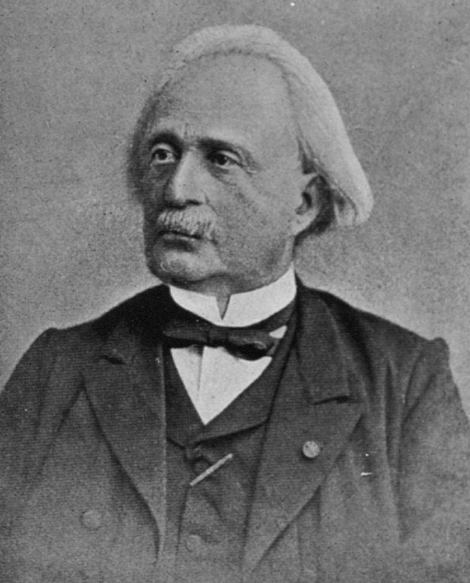
Жюль (Юлиус) Опперт

В начале — середине XIX века оформляется особое направление в изучении истории древнего Востока — ассириология. Непонятные знаки на глиняных табличках, собранных путешественниками прошлых лет, подвергались тщательному анализу, в ходе которого было установлено, что это особый вид письменности, так называемая клинопись. В первой половине XIX в. Г. Ф. Гротефенд и Г. К. Роулинсон смогли дешифровать простейший вид клинописи — древнеперсидский (или Класс I; всего на основании Бехистунской надписи было выделено три класса). В 50-х годах XIX в. Эдвард Хинкс сумел провести дешифровку другого класса клинописи, как оказалось, использовавшегося в аккадском (вавилоно-ассирийском) языке; ещё один класс, как было установлено впоследствии, принадлежал эламскому письму. Отныне в распоряжении учёных оказывались тексты на языке самих обитателей древней Месопотамии, вавилонян и ассирийцев. Раскопки древних городов на этой территории с каждым годом увеличивали количество источников, в том числе, касающихся Вавилона.

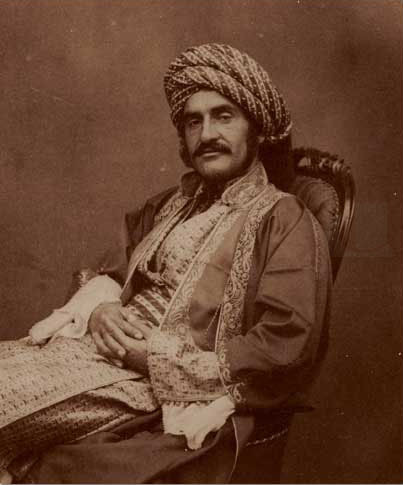
Ормузд Расам. Фото, сделанное в Мосуле около 1854 г.

В 1850 году в Вавилон прибыли Поль-Эмиль Ботта и Остин Генри Лэйард, известные своими раскопками месопотамских городов, в первую очередь Ниневии; с этого момента начинается подлинное археологическое изучение Вавилона. Ботта и Лэйард провели раскопки на теллях Бабиль, Каср и Амран ибн Али, однако создать сколько-нибудь ясную картину расположения построек верхнего слоя им не удалось. Причинами этого были как гигантская площадь памятника, так и масштабные повреждения целостности культурного слоя, вызванные деятельностью местных жителей по добыче кирпичей из руин города. Лэйард описал находки глазированных кирпичей, базальтовое изваяние льва, глиняные чаши с арамейскими надписями и некоторые другие объекты. На вершине холма Бабиль были открыты многочисленные погребения, вероятно относящиеся к позднему времени. Из-за малого числа находок раскопки вскоре были прекращены.
В 1852 году в Вавилоне начала работу экспедиция под руководством французского ориенталиста Фульгенса Френеля и франко-германского ассириолога Жюля (Юлиуса) Опперта. Была обследована значительная территория, проведены раскопки в районе причала на реке Евфрат (известного из надписей Набонида), собрано множество артефактов. На основании тригонометрических измерений и указаний письменных источников был создан первый подробный план Вавилона, опубликованный Оппертом в 1853 году. Однако наиболее известные достопримечательности города обнаружить тогда не удалось и учёным пришлось ограничиться лишь предположениями на этот счёт. В частности было высказано мнение, что остатки знаменитых Висячих садов покоятся под теллем Амран ибн Али; развалины Вавилонской башни Ж. Опперт искал в районе телля Хомера, однако не нашёл там ничего похожего. К несчастью археологов, при неудачной переправе через Евфрат значительная часть находок была утрачена.
В 1854 году краткий сезон раскопок в Вавилоне был проведён Генри Кресвиком Роулинсоном и его ассистентом Джорджем Смитом.
В 1876 году исследования древнего города были возобновлены экспедицией под руководством британского вице-консула в Мосуле Ормузда Рассама, ассирийца по происхождению. Расам договорился с местными жителями о том, что будет платить им за каждую значимую находку. В ходе этих исследований было открыто множество артефактов, среди которых знаменитая надпись царя Кира на глиняном цилиндре (известном также как «цилиндр Рассама»), глиняные таблички с клинописными текстами, в том числе деловые документы вавилонского торгового дома Эгиби и многое другое.
Параллельно с исследованиями учёных, происходило разграбление памятника местными жителями. Арабы выкапывали не только кирпичи, но и каменные статуи, которые они сжигали для получения алебастра. Для предотвращения мародёрства Британский музей отправил в Месопотамию Э. А. Уоллис Баджа, который договорился с местными дельцами о том, что все глиняные таблички, печати и особо ценные артефакты будут выкупаться музеем. Однако добычу кирпичей остановить не удалось; в итоге, остатки многих важных зданий (в том числе известных из письменных источников) были настолько повреждены, что при дальнейших исследованиях оказалось невозможным установить даже планы их фундаментов.

### Изучение Вавилона в конце XIX—XX веках

Момент раскопок экспедицией Немецкого восточного общества

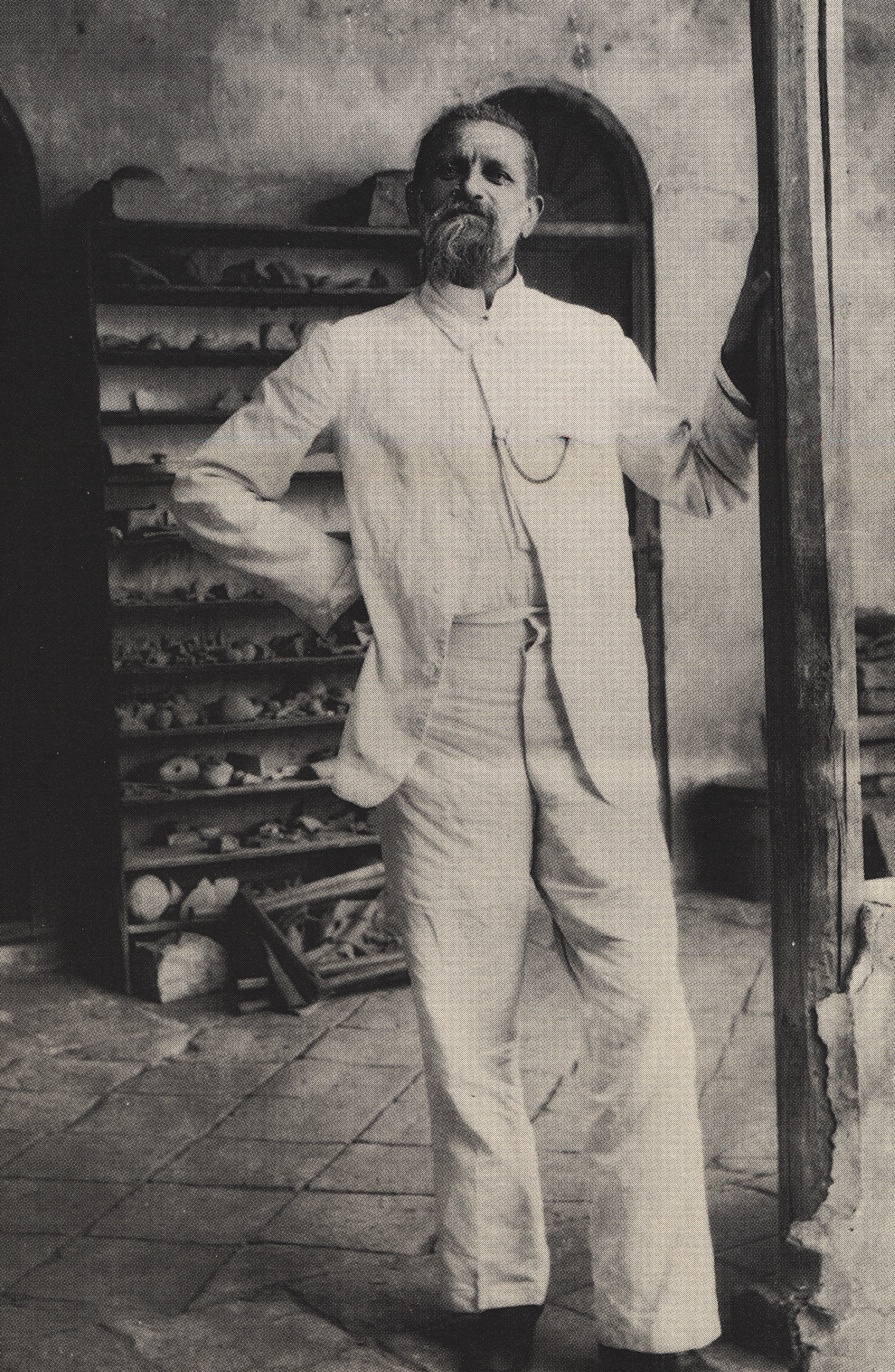
Роберт Кольдевей в хранилище на фоне артефактов из Вавилона. Фото, сделанное Гертрудой Белл до 1917 года

Подлинное открытие Вавилона для науки часто связывают с именем Роберта Кольдевея; он возглавлял экспедицию Германского восточного общества, которая осуществляла раскопки города с 1899 по 1917 год. Помимо Кольдевея в экспедиции участвовали и другие исследователи, среди которых: Вальтер Андрэ, Фридрих Ветцель, Оскар Ройтер, Георг Буддензиг. Раскопки велись на высоком профессиональном уровне, для их осуществления было привлечено значительное количество местных жителей; как следствие, были получены впечатляющие результаты. Кольдевеем и его коллегами был открыт материал нововавилонского, ахеменидского, селевкидского и парфянского времени, а также более ранних эпох, однако в гораздо меньшем объёме (изучению ранних слоёв Вавилона препятствует высокий уровень грунтовых вод). Наиболее документированным оказался нововавилонский период когда город достиг своего расцвета будучи столицей крупной империи (в эпоху правления X Вавилонской или халдейской династии). Как раз это время наиболее подробно описано в Ветхом Завете, поскольку именно к царствованию Навуходоносора II относится начало «Вавилонского плена». Могущество и великолепие города той эпохи послужили основой для формирования образа апокалиптического Вавилона; таким образом, результаты раскопок немецких археологов вызвали интерес европейской общественности.
Экспедиции Р. Кольдевея удалось установить, что в период расцвета Вавилон был крупным, благоустроенным городом с мощной фортификацией, развитой архитектурой и высоким уровнем культуры в целом. Он был окружён тройным кольцом стен и рвом, а также дополнительной внешней стеной охватывавшей часть предместий. В плане город представлял почти правильный прямоугольник периметром 8150 м и площадью около 4 км², а с учётом территории «Большого Вавилона», охваченного внешней стеной, площадь достигала порядка 10 км². Вавилон имел тщательно продуманный план: его стены были ориентированы по сторонам света (в соответствии с местными представлениями), улицы пересекались под прямым углом, окружая центральный храмовый комплекс, представлявший единый ансамбль. Река Евфрат/Арахту делила столицу на две части — Западный город и Восточный город; с Евфратом сообщалась и система каналов, снабжавших кварталы водой. Улицы мостили, в том числе разноцветным кирпичом. Основную массу построек составляли дома в несколько этажей с глухими внешними стенами (окна и двери обычно выходили во внутренние дворы) и плоскими крышами. Обе части Вавилона соединяли два моста — стационарный и понтонный. Со внешним миром город сообщался посредством восьми ворот; последние были украшены глазурованным кирпичом и барельефами львов, быков и драконоподобных существ — сиррушей. Барельефы были также открыты и на внешних стенах домов.
В Вавилоне имелось множество храмов, посвящённых различным божествам — Иштар, Нанне, Ададу, Нинурте, однако наибольшим почтением пользовался покровитель города и глава пантеона царства — Бэл-Мардук. В его честь, в самом центре столицы был возведён масштабный комплекс Эсагила с семиступенчатым зиккуратом Этеменанки — Вавилонской башней высотой 91 м; Р. Кольдевею удалось раскопать лишь часть Эсагилы. Севернее, на месте холма Каср, располагались фортификационные сооружения, примыкавшие к Южному дворцу Навуходоносора II; там же открыты сводчатые конструкции, как тогда предполагалось — остатки знаменитых Висячих садов. Массивные укрепления прикрывали парадный вход в Вавилон, путь к которому проходил от Северного дворца (телль Бабиль) по Дороге Процессий через ворота Иштар. Летний или Северный дворец был возведён в виде крепости, охранявший предместья у начала Дороги Процессий. Богато украшенные ворота Иштар были полностью раскопаны, в основной своей части перевезены в Берлин, установлены в Пергамском музее и реконструированы. С началом Первой мировой войны раскопки велись менее интенсивно; в 1917 году приближение войск Антанты вынудило немецкую экспедицию прекратить работы.
Обнаружение большого количества клинописных текстов, их дешифровка, вкупе с археологическим исследованием других месопотамских городов, открыли перед учёными мир высокоразвитой культуры, достижения которой, как оказалось, имели значительное влияние на развитие многих обществ древнего Востока, а через них — и на европейскую культуру. Уже к тому времени, вероятно, сформировалось крайнее видение места месопотамской культуры в истории древнего Востока, известное как теория панвавилонизма. Её представители — Гуго Винклер, Леопольд Мессершмидт, Фридрих Делич и др. — полагали, что Вавилония стала очагом цивилизации для большинства народов мира.

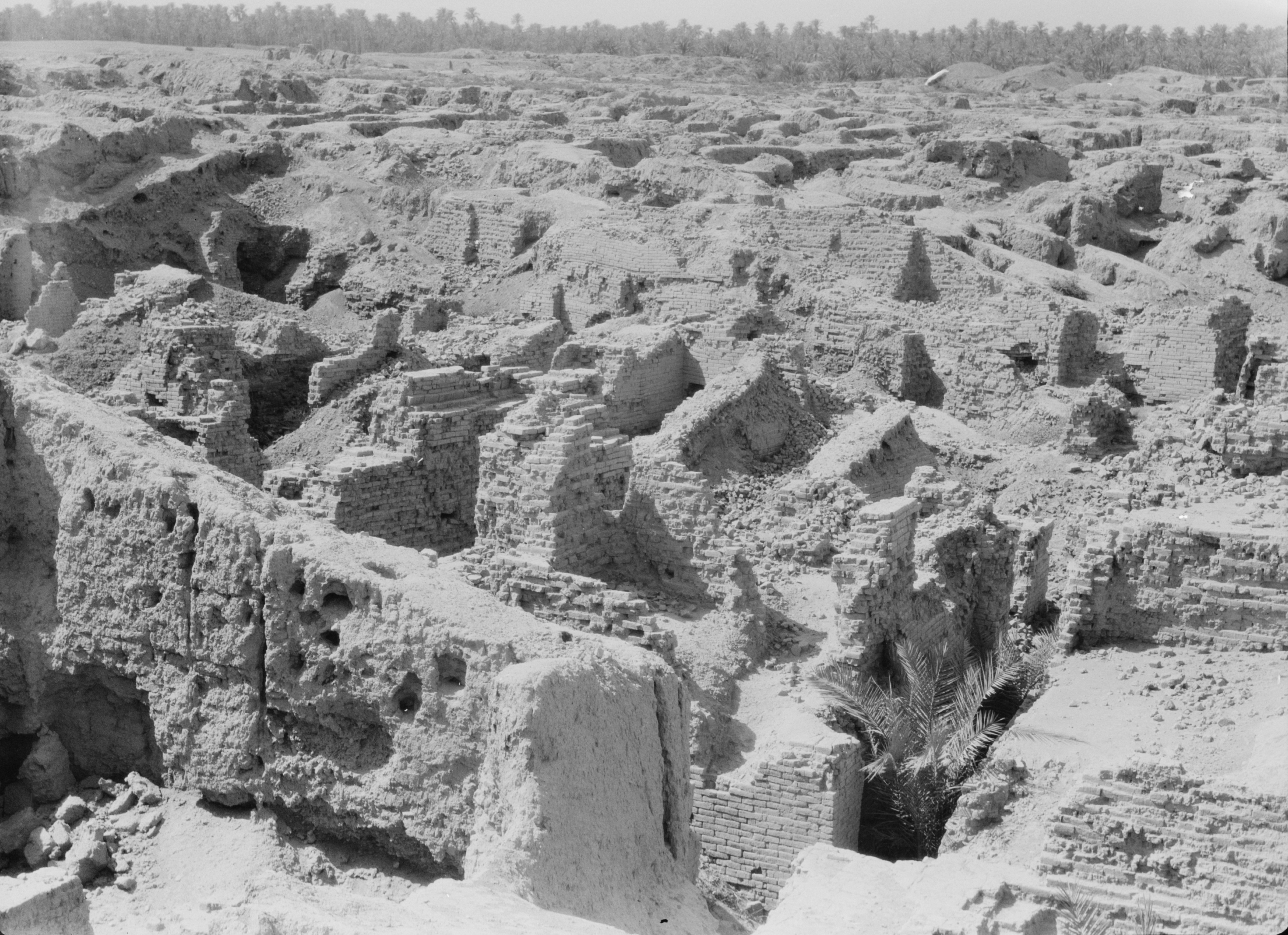
Руины Вавилона в 1932 году

В межвоенный период немецким исследователям не позволялось посещать древний город. Срочно покидая памятник, экспедиция Р. Кольдевея вынуждена была оставить многие артефакты в Вавилоне, поместив их в хранилище; позже это хранилище использовалось как дом отдыха британских офицеров, в результате чего многие находки были похищены или попали на чёрный рынок. Созданный в 1923 году Иракский музей провёл ревизию оставшихся находок и в 1926 году они были поделены между музеями Багдада и Берлина.
Возобновление археологического изучения Вавилона связано с послевоенным периодом. В 1956 году там работала экспедиция Германского археологического института, возглавляемая Хайнрихом Ленценом; основное внимание тогда было сосредоточено на руинах эллинистического театра. В 1958 году к раскопкам приступают представители молодой школы иракских учёных. С 1962 года экспедиция Германского археологического института под руководством Хансйорга Шмидта изучала руины зиккурата Этеменанки. Дальнейшие исследования велись немецкими учёными в период с 1967 по 1973 годы; внимание тогда уделялось, в том числе, поиску храма Нового года (аккад. bīt akītu). В 1978 года иракская экспедиция приступила к осуществлению грандиозного проекта по реконструкции Вавилона; одновременно продолжались раскопки, начатые иракцами ещё в 1958 году.
С 1974 года изучением руин занялась итальянская экспедиция под руководством Г. Бергамини; итальянская миссия проработала в Вавилоне вплоть до 1989 года.
Война в Персидском заливе приостановила раскопки; в последующее время древний город оставался инструментом идеологической политики Саддама Хусейна. Считая себя преемником великих царей древности, иракский президент санкционирует строительство собственной резиденции в Вавилоне; помимо этого, он продолжает «реконструкцию» города, когда без учёта стратиграфии, поверх старых руин возводились новые постройки, «достраивались» древние сооружения и т. д.
С началом Иракской войны в 2003 году все работы на территории руин были свёрнуты. В первые же дни оккупации американские военнослужащие устроили прямо на раскопках Вавилона военную базу Camp Alpha. Как вспоминал хранитель Музея Вавилона Мухсин Мухаммед, на территории музея взлетали и садились огромные вертолёты, а солдаты в качестве бесплатных сувениров выковыривали камни с печатью Навуходоносора. База была выведена лишь в декабре 2004 года; к этому времени деятельность военных и бригады мародёров нанесли древнему городу непоправимый ущерб. Похищены были не только мелкие предметы, но и каменные статуи весом в несколько тонн (для погрузки и транспортировки последних применялась тяжёлая техника). Военная техника раскрошила мощёные кирпичом 2600-летние мостовые, повреждены были и ворота Иштар; для заполнения мешков с песком использовался песок с раскопок, смешанный с археологическими фрагментами.
В 2010 году Всемирный фонд памятников приступил к реализации проекта по восстановлению Вавилона.

## Вавилон в авраамических религиях

«Вавилонская башня»

Вавилон (апокалиптический) — столица Вавилонской монархии — своим могуществом и своеобразием культуры произвёл на иудеев после вавилонского пленения такое неизгладимое впечатление, что имя его сделалось синонимом всякого большого, богатого и притом безнравственного города. Пророк Исаия предрекал гибель Вавилона, сравнив его с Содомом и Гоморрой (Исаия 13:19). История о Вавилонской башне была записана во времена Ассирийского царства.
У позднейших писателей, а именно христианских — название «Вавилон» нередко употребляется в смысле, который и доселе составляет предмет спора для толкователей и исследователей. Так, много рассуждений вызывало одно место в первом Послании апостола Петра: «Приветствует вас избранная, подобно вам, церковь в Вавилоне и Марк, сын мой» (1Пет. 5:13). Такое приветствие косвенно указывает, что апостол Пётр и его сын Марк в момент написания послания находились в Вавилоне. Многие, особенно латинские писатели, утверждают, что под «Вавилоном» Пётр разумеет Рим, на чём даже основываются известные притязания Римских пап как преемников апостола Петра из-за огромного количества народов, проживавших в империи, а также по положению, занимаемому городом в мире того времени).
Но особенно примечательный пример употребления имени Вавилона находится в Апокалипсисе, или Откровении ап. Иоанна (с конца XVI гл. по XVIII). Там под именем Вавилон изображается «город великий», играющий огромную роль в жизни народов. Такое изображение уже нисколько не соответствует месопотамскому Вавилону, давно потерявшему к тому времени своё мировое значение.

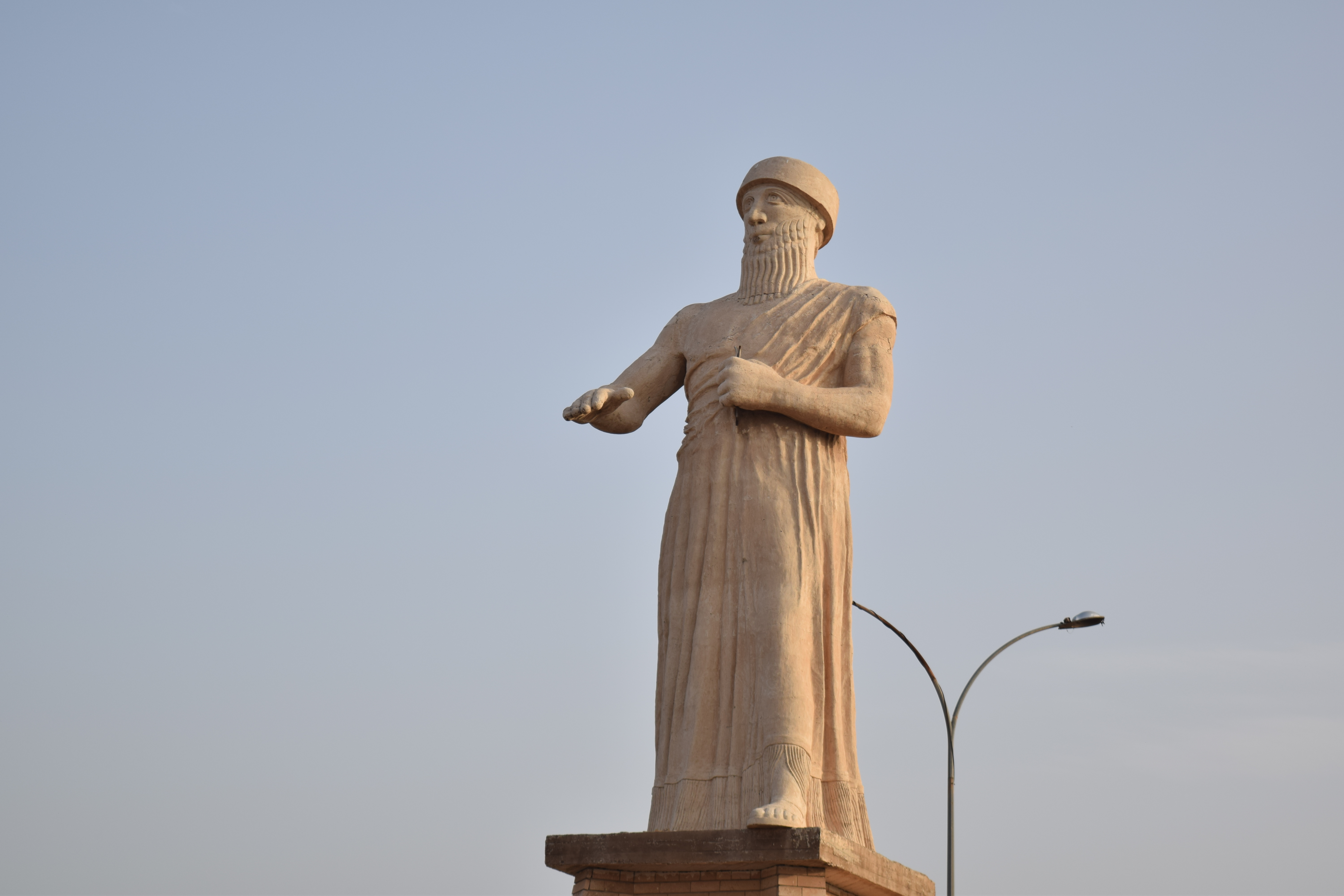
Памятник вавилонскому царю Хаммурапи в современном Ираке

В растафарианстве Вавилон символизирует прагматичную западную цивилизацию, построенную белыми людьми. Эта концепция также имеет христианско-библейские коннотации, так как растафарианство является ответвлением христианства. Растафарианцы, подобно иудеям, рассматривают Вавилон как метафору угнетающей и порабощающей силы и противопоставляют ему Сион.
В Коране Вавилон упоминается лишь однажды, когда речь идёт об ангелах, предостерегающих иудеев от занятия колдовством.

## Современная эра
В 2019 году Вавилон был внесён в список Всемирного наследия ЮНЕСКО. Тысячи людей в настоящее время проживают в Вавилоне в пределах древних внешних городских стен, и сообщества быстро растут, несмотря на законы, ограничивающие строительство.